# ヒッピー
ヒッピー（英: hippie, hippy）は、1960年代後半にアメリカ合衆国に登場した、旧来の価値観に対抗するカウンターカルチャーの一翼を担った若者を指す。その運動がヒッピー・ムーブメントである。

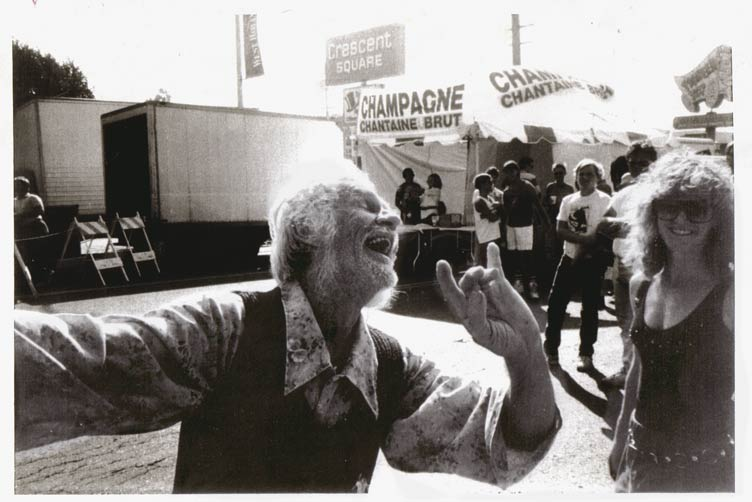
アーティストヴィトー・パウレカス

## 概要

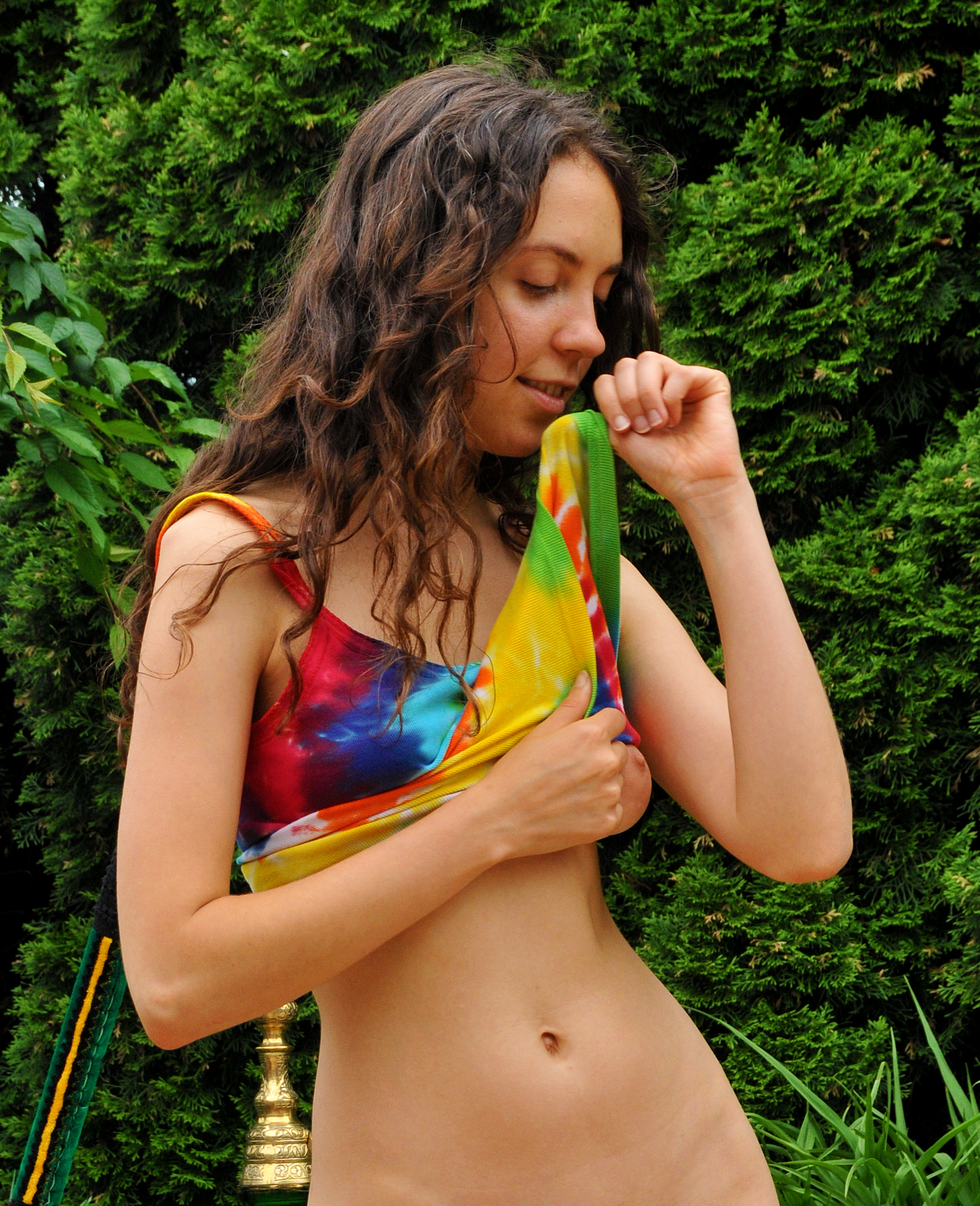
ヒッピーの女性のヌード。保守的なキリスト教社会に対して、カウンターカルチャーであるヒッピー達は、ヌードや性の解放を主張し自由な社会へと変革した。

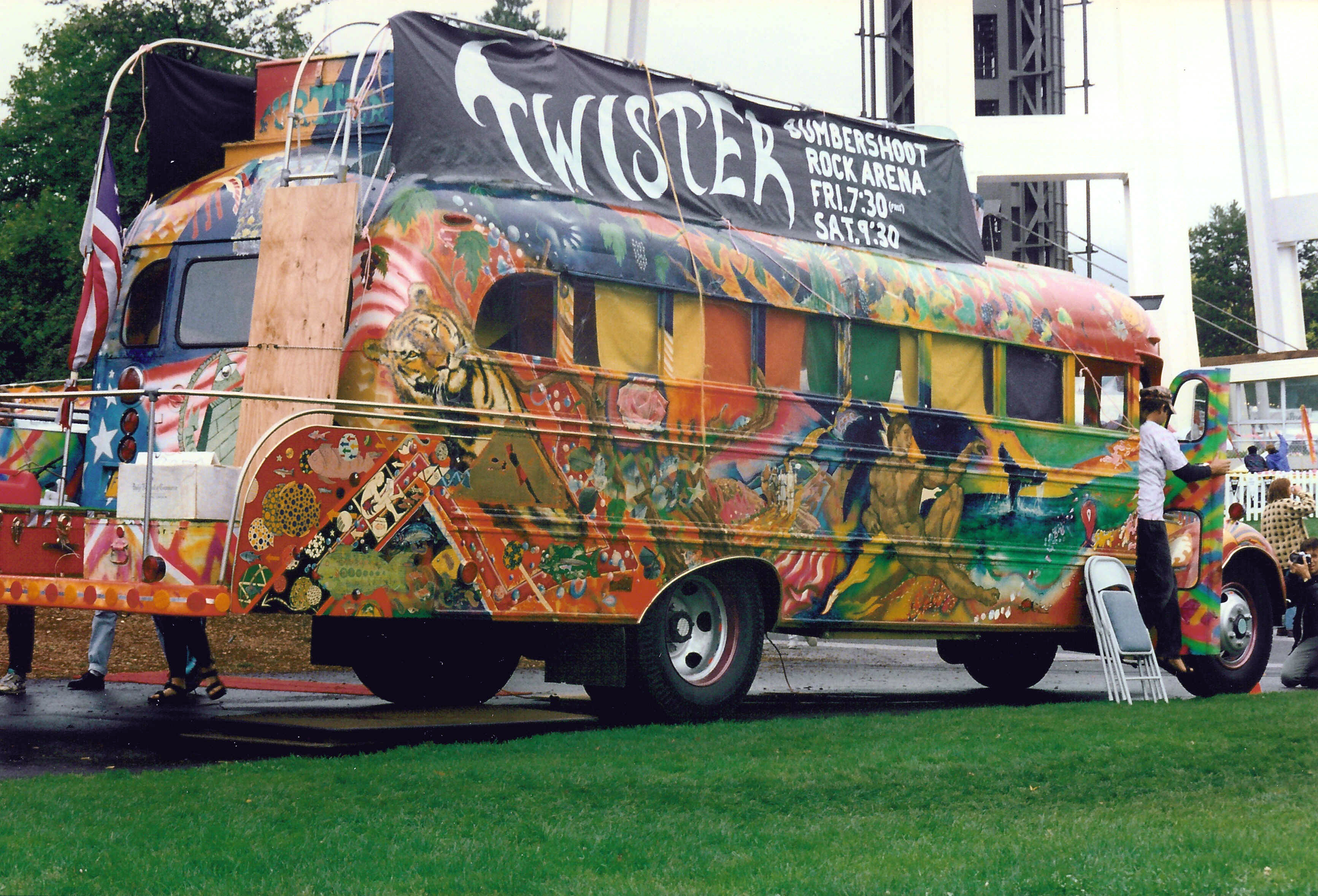
マジック・バスにしてサイケデリック・バス

同時代の観察記録である『ヒッピーのはじまり』 によれば、ヒッピー（HIPPY）という言葉は1966年ころのサンフランシスコのヘイトアシュベリー地区に住んでいた若者たちを指すものとして使われるようになった。
「HIP」とはその語源が確かではない。1940年代のアフリカ系アメリカ人の間で流行したジャイブを踊る若者のスラングとしても使用された。当時、HIPは「飛んでいる」という意で用いられており、それを1950年代のビートニクが採用し、一般化するようになった。ヒッピーはビートニクスの言葉や価値観を引継いでいた。
作家ノーマン・メイラーは1961年4月27日付の雑誌『ヴィレッジ・ヴォイス』の記事「J・F・ケネディとカストロへの公開書簡」上において、ヒッピーという言葉を使って、ケネディの行動に疑問を呈した。 1961年のエッセーの中で、詩人ケネス・レックスロスは「ヒップスター」と「ヒッピー」という言葉をブラック・アメリカンやビートニクのナイトライフに参加している若者を指すのにつかった。マルコム・Xの1964年の自伝によると、1940年代のハーレムのヒッピーという言葉は黒人より黒人らしく行動した特定のタイプの白人「ウィガー」を表現するために使われていた。 アンドリュー・ルーグ・オールダムは、1965年発表のローリング・ストーンズのLP『ザ・ローリング・ストーンズ・ナウ!』のライナーノートの中で、黒人ブルース/ R&Bミュージシャンをひいて「シカゴのヒッピーたち」と称した。

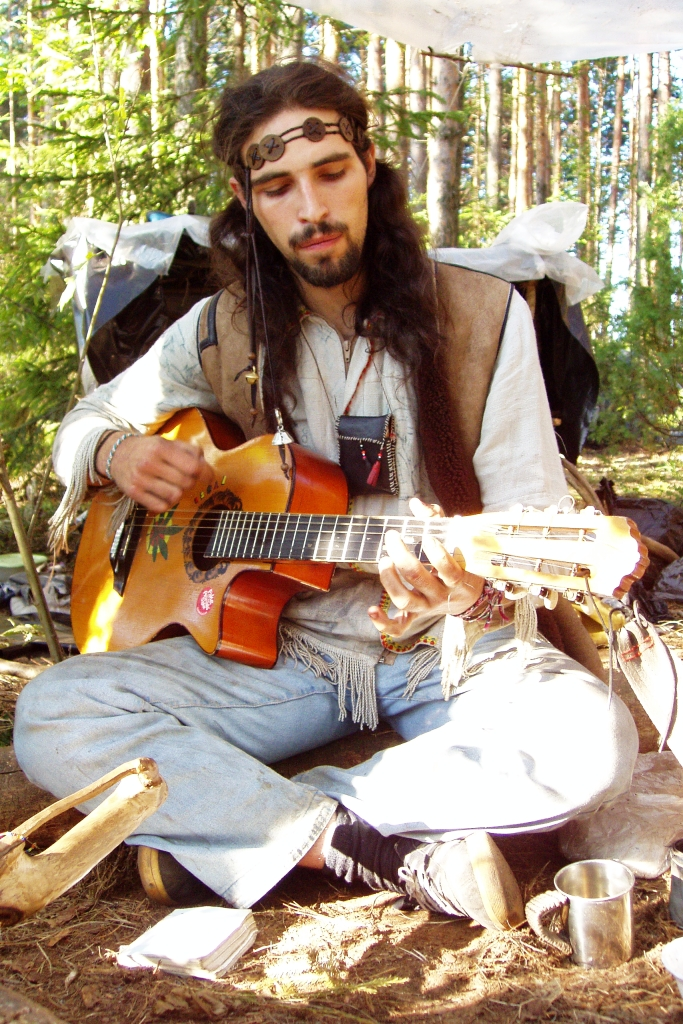
2005年のヒッピー

1967年、サンフランシスコ、ゴールデンゲートパークでの「ヒューマン・ビーイン」集会がおきる。それは同年の夏の爆発的なムーブメント「サマー・オブ・ラブ」へとつながる。以降、ヒッピー文化は急速に普及し、1969年、有名なヒッピーの祭典「ウッドストック・フェスティバル」が開催された。1970年、英国では約40万人の観衆と共に巨大なロックの祭典「ワイト島フェスティバル」、チリでは「ピエドラ・ロハ・フェスティバル」。1971年、30万人ものメキシコのヒッピーたち（ヒピテカス）はメキシコ中部の湖畔アバンダロでのロックフェスティバル に集った。 1973年、オーストラリアでは東部の田舎町ニンビンで「アクエリアス・フェスティバル」と大麻法改革大会、またニュージーランドでは、キャンピングカーに乗って旅をするヒッピーたちが「ナンバサ・フェスティバル」（1976年-1981年）を催し、オルタナティブなライフスタイルを実践し、持続可能なエネルギーをプロモーションした。

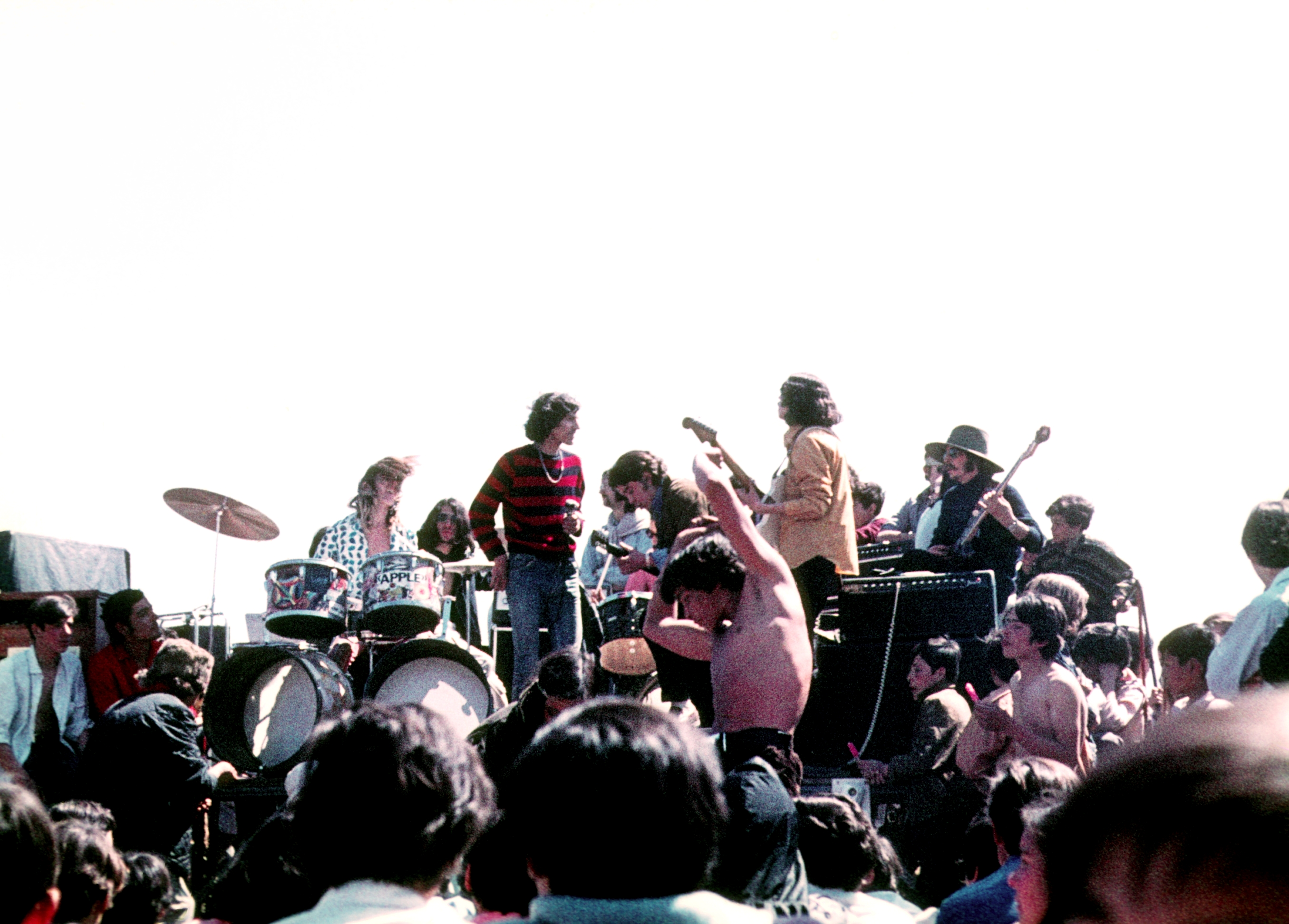
1970年、南米チリで行われたロックフェス「ピエドラ・ロハ・フェスティバル」。スペイン語で「赤い石のフェスティバル」の意。北米のみならず、南米でもヒッピー文化は広まった。

こうした北米、南米、英国、オーストラリア、ニュージーランドにおける一連のヒッピーとサイケデリックな文化は、自由への憧れの象徴となった。
アメリカにおいて、ヒッピーの一部はベトナム戦争と徴兵制に反対し、そのため主流社会の軍事的覇権主義に反対し、父親世代の第二次大戦や原子爆弾への無条件支持の姿勢、ベトナムでの米軍の圧倒的な軍事力による暴力やホロコーストなどに対して、音楽や麻薬、非暴力によって対抗（カウンター）しようとした。結果、自然と愛と平和とセックスと自由、巡礼の旅の愛好家として社会にうけとめられた。彼等は当時、西側の若者の間で流行した毛沢東思想や、コミューンの形成、環境運動や動物愛護、自然食、LSD、マジックマッシュルーム、マリファナ擁護に加えて、ヨガ、インド哲学、ヒンヅー教、禅、仏教などの東洋思想に関心をよせた。これまでの欧米の思想にはない概念を東洋から導き出すことによって、より平和で調和に満ちたユートピアを夢見た。
実社会の中で、ユートピアが訪れることはなかったが、その憧れは21世紀において、サブカルチャーに留まらず、欧米の主流文化の中でより一般化されたものとなった。Appleをはじめとした米西海岸のコンピューター文化、ロック音楽や映画、美術、文学、舞踏、アメリカン・アニメといった大衆文化、ヴィーガニズム、菜食主義などより自然志向の食文化、東洋的な精神への関心は高まり続けている。

## 詳細

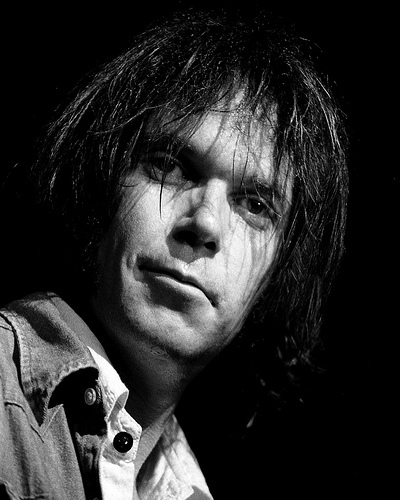
ニール・ヤング。ヒッピー時代のミュージシャン。

ヒッピー的な自然回帰を志向する傾向は、古くから欧米に存在していた。中世の宗教家、アッシジの聖フランシスコ、さらに性の解放を歌ったコレット、フランスの作家セリーヌ、プルースト、不条理作家フランツ・カフカ、アイルランドの哲学者アイリス・マードック、米国の実存主義作家ソール・ベロー、ユダヤ人作家バーナード・マラマッド、あるいは「森の生活」の著者ヘンリー・デイヴィッド・ソローや19世紀の詩人ウォルト・ホイットマン「ホビットの冒険」「指輪物語」のJ・R・R・トールキン、20世紀ではビートニクスのギンズバーグやバロウズ、ケルアック、また画家ではピカソ、デ・クーニング、ベン・シャーン、レジェ、コクトーなどがヒッピーに好まれた。
19世紀末から20世紀初頭ドイツのユースカルチャー「ワンダーフォーゲル」は、当時の保守的な社会や文化に対する「カウンター・カルチャー」的な側面をもっていた。また保守的、伝統的なドイツのクラブの形式に反して、フォーク・ソングを愛好し、創造的な服装、アウトドア・ライフを志向した。しかしナチス政権時代には、ワンゲルの若者の一部はナチス支持に流れた。
20世紀にはドイツ人がアメリカに移住し、ドイツの若者文化をアメリカにもたらした。彼らの一部は南カリフォルニアに住み、何軒かの最初の健康食品店がオープンした。ネイチャーボーイズとよばれるグループは、カリフォルニアの砂漠で有機食品を育て、自然を愛するライフスタイルを実践した。 ソングライターのエデン・アーベは健康意識やヨガ、有機食品の普及をすすめた俳優のジプシー・ブーツからインスピレーションを受け「Nature Boy 」(1947)という曲を書き、ヒットし、ジャズのスタンダードとなった。尚21世紀の日本のワンゲル部は、60年代70年代の大学でのシゴキ、リンチ事件も影響して、体育会系の保守的なクラブとの見方が強くなった。

## 歴史

### 1965年-1974年
それは新しいことではない。 私たちはプライベートな革命を続けています。 個性と多様性の革命は「私的」でしかない。 集団になると、そのような革命は「参加者」ではなく、「模倣者」に終わってしまうのです。それは本質的にひとりの人間と別の人間との関係を実現するための努力なのです。—ボブ・スタッブス、『Unicorn Philosophy』
1950年代後半から1960年代初頭にかけて、作家ケン・キージーとそのサイケデリック集団「メリー・プランクスターズ（陽気ないたずらっ子たち）」がカリフォルニアで共同生活をはじめた。メンバーには、ビートジェネレーションのヒーロー、ニール・キャサディ、スチュアート・ブランド、ケン・バッブスらがふくまれていた。その生活は作家トム・ウルフの『The Electric Kool-Aid Acid Test』という書籍に纏められた。

1964年、「メリー・プランクスターズ」はニューヨークで催された世界博覧会をおとずれるため、車体を鮮やかに装飾した「ファーザー号」に乗って、米国横断のサイケデリックバスツアーにでる。旅の道中、彼らは、大麻、アンフェタミン、LSDを服用し、そのバスツアーの様子を録画、映画祭やコンサート上で一般に公開し、臨場感のあるマルチメディア体験をつくりだし、多くの観客を「Turn　on（興奮）」させた。のちにグレイトフル・デッドはメリー・プランクスターズのバス旅行について、『That's It for the Other One』という曲をかいている。

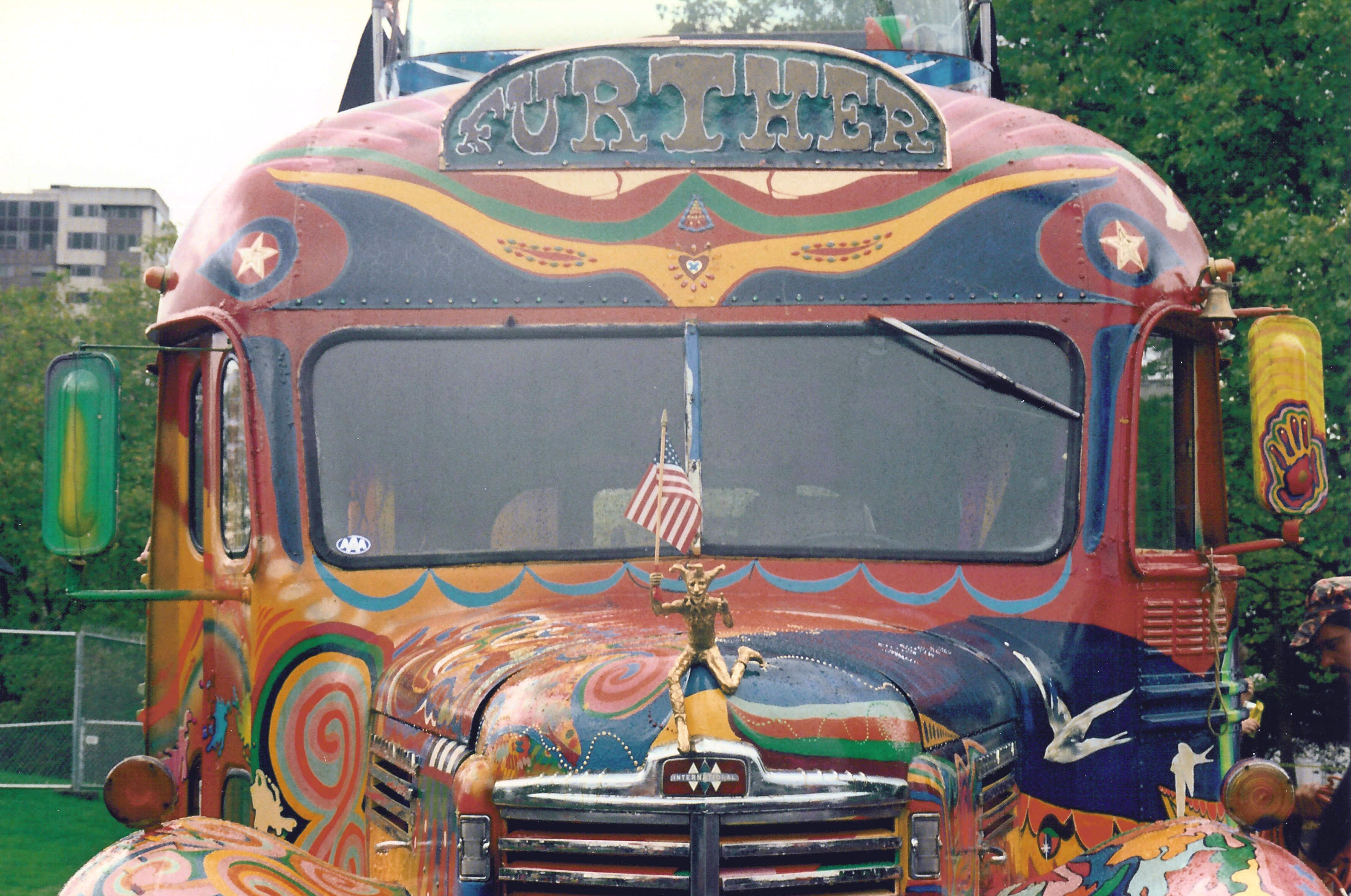
メリープランクスターズのサイケデリック・バス「ファーザー号」。このバスに乗って、アメリカを横断し、道中、LSDによるアシッドテストが繰りひろげられた。

この間、ニューヨーク市のグリニッジ・ビレッジとカリフォルニア州バークレーでは「フォークソング」のサーキットがはじまった。バークレーの2つのコーヒーショップ「キャバレー・クリーメリー」と「ジャバウォック」がその演奏をサポートした。 1963年4月「キャバレー・クリーメリー」の共同設立者であるチャンドラー・ラフリン3世は、夜行われる伝統的なネイティブ・アメリカンの儀式を試み、50人近い観客とペヨーテによる家族的なアイデンティティーを結んだ。この儀式は最先端のサイケデリック体験と伝統的なネイティブアメリカンの精神価値とを結びつけた。また彼らは、ネバダ州バージニアシティの孤立した旧鉱山街のレッド・ドッグ・サルーンでのパフォーマンスも後援した。

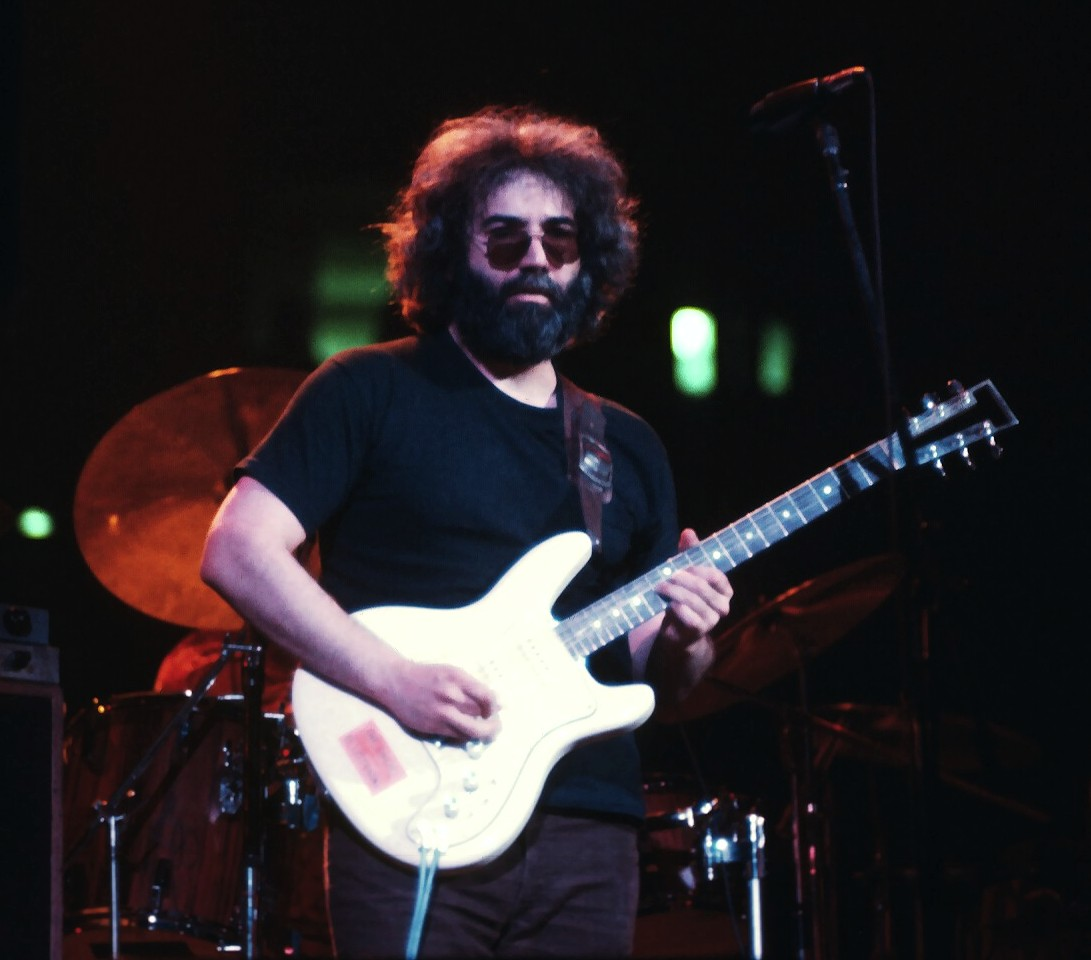
ジェリー・ガルシア。サンフランシスコを代表するバンド、グレイトフル・デッドのギターリスト。デッドは「デッドヘッズ」という熱狂的なファンをもち、結成当初から高い人気を誇った。

1965年夏、伝統的なフォークとサイケデリック・ミュージックを融合したそれまで聞いたことのなかったグレイトフル・デッドやジェファーソン・エアプレイン、ビッグ・ブラザー&ホールディング・カンパニー、クイックシルヴァー・メッセンジャー・サーヴィス、ザ・シャーラタンズなど実験精神に満ちたバンド群が現れた。彼らの個性的なスタイルと、ビル・ハムによる最初のプリミティブな光のショーが組みあわされ、あたらしいコミュニティー感覚が生まれた。そのライブにはバンドと聴衆の間での明確な線びきはなく、双方の一体感が高まるものだった。 ザ・シャーラタンズのヴォーカリスト、ジョージ・ハンターは19世紀のアメリカ人（またはアメリカ先住民族）の遺産でもある長い髪、ブーツ、アウトレイジなファッションでステージを飾った。 彼らはLSDから生じた「音」を意図せぬままに演奏する最初のサイケデリック・ロック・バンドとなった。
1966年、カリフォルニア州はLSDの拡大を見て、この薬物を非合法化した。「レッド・ドッグ・サルーン」の参加者ルリア・キャステルらは、サンフランシスコで「ザ・ファミリードッグ（The Family Dog）」という集団をつくった。1965年10月16日、ベイエリアのオリジナルヒッピー約1,000人が出席し、サンフランシスコ初となる「サイケ・ロック」コスチュームダンス、および「ライトショー」が組みあわされたライブを行った。ジェファーソン・エアプレインをはじめ、グレート・ソサエティ、マーブルズが出演し、年末までに2つのイベントが続いた。明くる1966年1月21日-23日、サンフランシスコの「ロングショアマンズ・ホール」で「ザ・トリップ・フェスティバル」というさらに大規模なサイケデリックイベントが催された。ケン・キージーやスチュアート・ブランドらが主催し、チケットはソールドアウトとなり、のべ一万人ものヒッピーが参加した。 1月22日、グレイトフル・デッドとビッグ・ブラザーとホールディング・カンパニーがステージに参加、約6,000人は観客はLSD入りのパーティードリンクを飲み、その時代はじめて開発されたライトショーの宴に酔った。
1966年2月までにファミリードッグは主催者チェット・ヘルムスのもとでファミリードッグ・プロダクションとなり、のちに有名なプロモーターとなるビル・グレアムとの共同作業をはじめ「アバロン・ボールルーム」「フィルモア・ウエスト」でのイベントを進めた。イベント参加者は完全なサイケデリックミュージックを体験することができた。オリジナルの「レッド・ドッグ・ライトショー」を開拓したビル・ハムは、ライトショーと映画投影を組み合わせたリキッドライトプロジェクションの技術を完成させ、それはサンフランシスコの「ボールルーム（ダンスフロア）体験」と同義語になった。彼らのファッションは、サンフランシスコのフォックス・シアターが廃棄した衣装をヒッピーたちが買ったことに始まり、毎週ミュージカル公演があったことから、自分の好きな舞台衣装でイベント会場を飾ることができた。サンフランシスコ・クロニクルの音楽コラムニスト、ラルフ・J・グリーソンは「彼らは一晩中飲み騒ぎ、自発的かつ自由に踊った」と述べている。

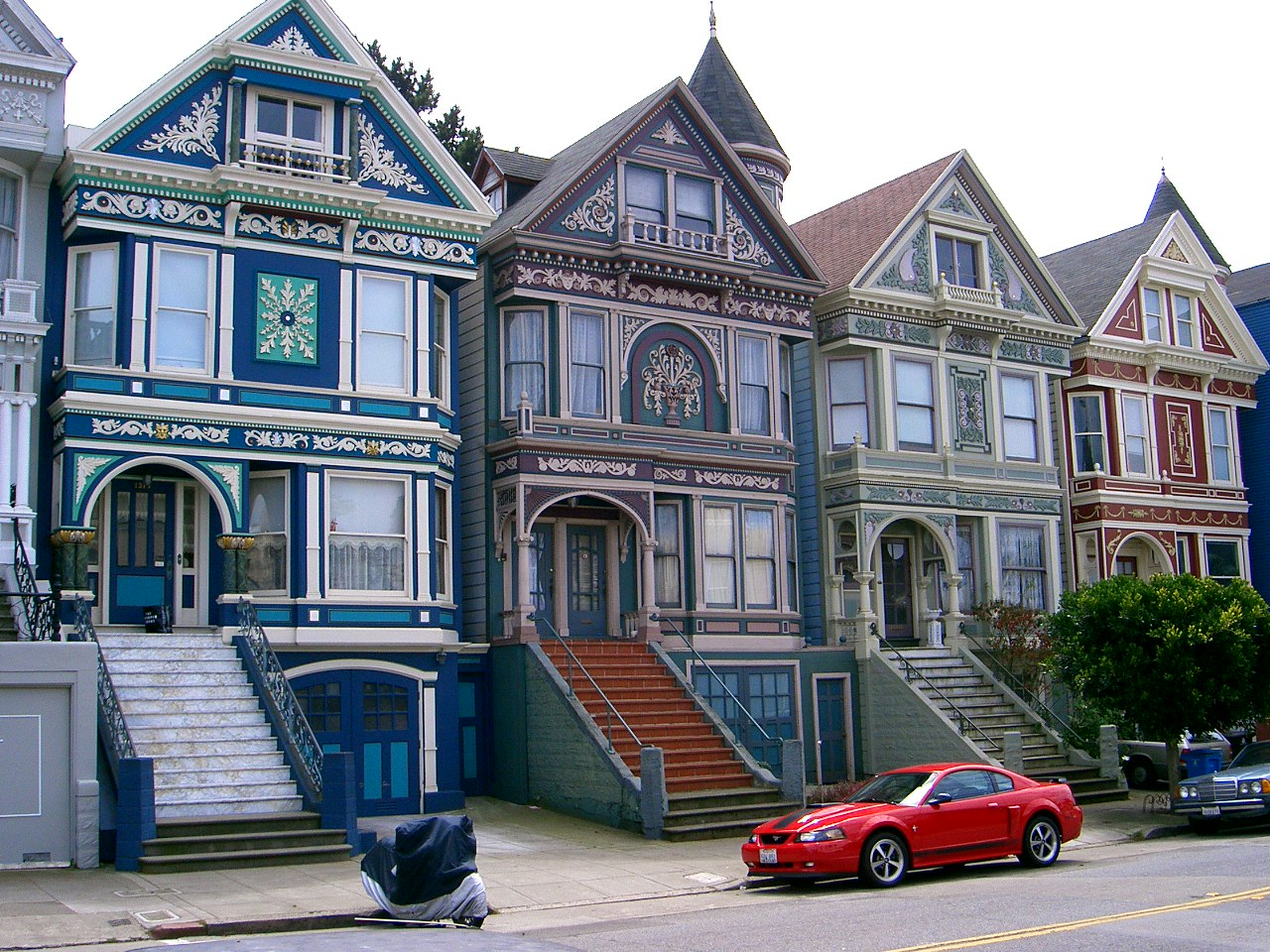
サンフランシスコのヴィクトリア朝アパート。共同生活（ルームシェア）は夢多き学生のスタンダードだった。

最初期のサンフランシスコのヒッピーは州立大学の元学生であり、発展するサイケデリック音楽シーンに興味をそそられていた。これらの元学生は、ヘイト・アシュバリー地区の大規模で安価なヴィクトリア朝アパートで共同生活しながら、彼らが愛するバンドにくわわった。全米の若いアメリカ人がサンフランシスコに移り始め、1966年6月までに約15,000人のヒッピーがヘイトに移住した。グレイトフル・デッドやジェファーソン・エアプレイン、ビッグ・ブラザー&ホールディング・カンパニー、クイックシルヴァー・メッセンジャー・サーヴィス、ザ・シャーラタンズらはこの時期にヘイトに拠点を移した。活動は、自発的なストリートシアター、アナーキズムアクション、アートイベントをアジェンダの中で組み合わせて「自由都市」を創造するゲリラのストリートシアターグループ「ディガーズ」を中心にされた。1966年後半まで彼らは無料の食料を提供し、無料のドラッグを配布し、金をあたえ、無料の音楽コンサートを組織し、政治的なアート作品を披露する店舗をひらいた。
サンフランシスコ・オラクルの共同設立者であるアレン・コーエンによれば、集会の目的は、LSDが違法にされたという事実に注意をはらい、LSDを使用した人々が犯罪者でも異常でもないことを証明することだった。彼は「わたしたちは違法薬物を使用しているのではなかった。宇宙の美しさ、存在の美しさを祝っていたのだ」と主張した。
1966年から1970年代初頭にかけて、カリフォルニア州ハリウッド（LA）のサンセット・ストリップでおきた若者と警察との衝突は「ヒッピー暴動」とも呼ばれた。1966年、地区内の住民や事業主は「厳しい門限」（午後10時）と若いクラブ客の混雑に起因する交通渋滞を緩和する法律を推進した。これにたいして、11月12日、ヒッピーたちはその日のデモ招集のフライヤーをくばった。 ロサンゼルス・タイムズ紙によると、ジャック・ニコルソンやピーター・フォンダなどの有名人を含む約1000人ものデモ隊が門限の抑圧的行使にたいして抗議し、逮捕された。この事件は、1967年の低予算の十代向け映画「サンセット通りの暴動」のモチーフとなり、バッファロー・スプリングフィールドの名曲「フォー・ホワット・イッツ・ワース」などの複数の曲にインスピレーションをあたえることになった。

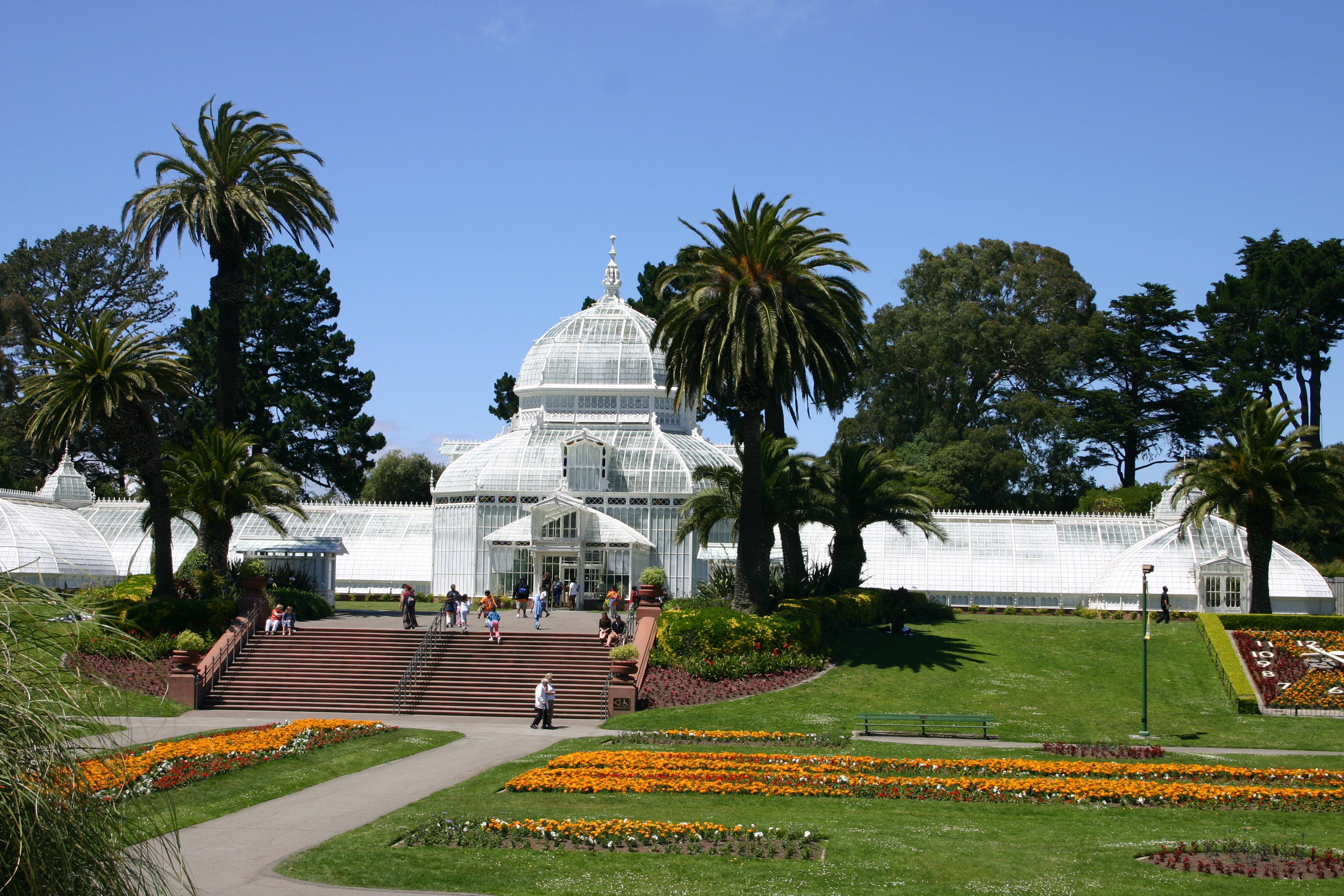
『ヒューマン・ビーイン』が開かれたゴールデン・ゲート・パーク。広大な敷地をもつことから普段からヒッピーたちはよくここにつどった。

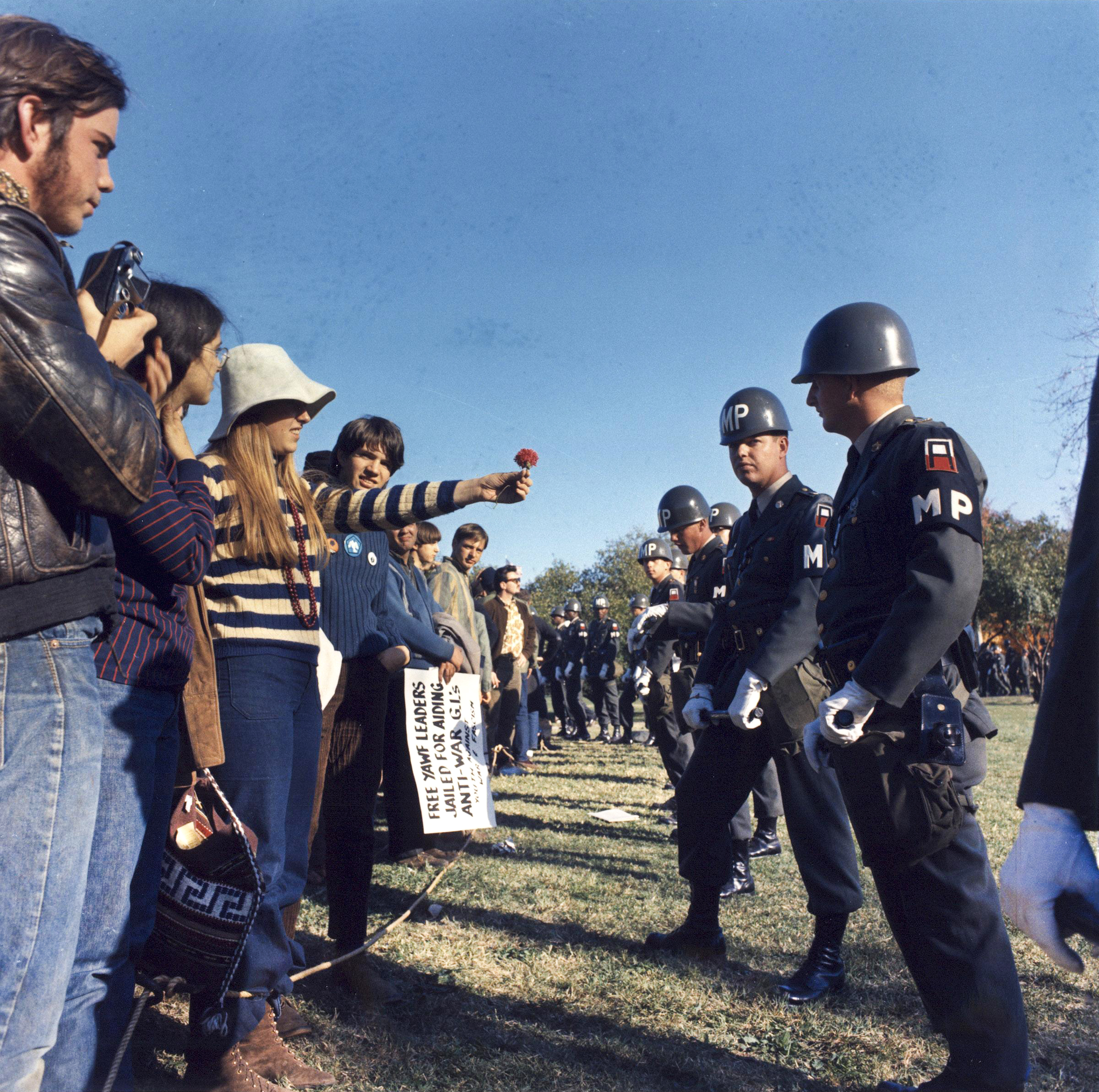
ペンタゴンを警備する兵士に意気揚々と花をさしだすフラワーチルドレンの若い女性。ハットもチューリップハットをかぶり、フラワーなイメージであふれている。

1967年1月14日、アーチストのマイケル・ボーエンが企画したゴールデン・ゲート・パークでの野外フェス『ヒューマン・ビーイン』は、サンフランシスコのゴールデン・ゲート・パークに3万人のヒッピーをあつめ、米国内のヒッピー文化の急速な普及をうながした。 ニューヨークでは、3月26日のイースターにあわせた『セントラル・パーク・ビーイン』が催され、ルー・リード、イーディ・セジウィックらのロックミュージシャン、モデルとともに10,000人ものヒッピーたちがセントラルパークにつどった。
6月16日から6月18日まで開かれたモントレー・ポップ・フェスティバルでは、ロック・ミュージックが幅広い聴衆に紹介され、いわゆる「サマー・オブ・ラブ」のはじまりとなった。スコット・マッケンジーが歌うジョン・フィリップスの曲「花のサンフランシスコ」はアメリカとヨーロッパでヒットした。彼は「サンフランシスコに行くなら、かならずあなたの髪に花を飾ってください」と歌い、世界中の何千人もの若者たちがサンフランシスコを訪れ、時には髪に花を飾り、通行人たちに花をくばって歩いたりした。やがて彼らは 「フラワー・チルドレン（花の子供たち）」とよばれるようになる。
1967年6月、前述のジャーナリストのハーブ・カーンは、なぜヒッピーがサンフランシスコに引きよせられてゆくのかを「Distinguished Magazine」に寄稿した。 彼はサンフランシスコ・クロニクル紙の紙面にヘイト・アシュベリー地区のヒッピーのインタビュー記事を掲載した。カーンは、彼らはその音楽以外ではストレートな世界を承認することに対して、あまり関心がないと判断した。いっぽうで、カーン自身は、サンフランシスコの街がヒッピーの文化とコントラストをえがくほどストレートだと感じていた。

7月7日、タイム誌は「ヒッピーたち、サブカルチャーの哲学」の特集記事を組んだ。記事は、以下のようなヒッピー独自の倫理規定にまつわるガイドラインを提供している。
「あなたがそれをしなければならないとき、あなたがそれを望むとき、いつでもあなた自身のことをしましょう。 すでに、あなたが知っているように、ドロップアウトし、 社会を離れてみる。完全に身をまかせてみる。 あなたのまわりにいるまっすぐな人の心を吹き飛ばしちゃいましょう。 それはドラッグによってではなく、美しさ、愛、正直、楽しさによって―」
1967年の夏に約10万人の若者がサンフランシスコを訪れたと推定される。さまざまなメディアが背景にあり、ヘイト・アシュベリー地区にスポットライトを当て、 ふくらむ関心とともに「ヒッピー」の呼び名を普及させた。 ヒッピーの「愛」と「平和」の理想は支持されたが、一方で「ドラッグとの結びつき」「寛大すぎる性格」については批判された。6月、ビートルズの画期的なアルバム『サージェント・ペパーズ・ロンリー・ハーツ・クラブ・バンド』がリリースされた。アルバムは色とりどりのサイケデリックな音色のイメージでヒッピーたちにすぐに受け入れられた。
夏の終りまでに、ヘイト・アシュベリー地区の状態は悪化した。絶え間ないメディアの取材と報道に「ザ・ディガーズ」はパレードでヒッピーの「死」を宣言した。詩人スーザン・チャンブレスによると、ヒッピーたちは彼ら自身の人形や肖像を埋葬し、彼らの時代の終焉をマスメディア上で証明した。 同地区は、かぎられた居住スペースから、膨大な若者たちの流入に対応できなかった。多くのヒッピーがストリートに住み、ホームレスやドラッグディーラーをはじめた。栄養失調、病気、薬物中毒の問題が浮上し、犯罪と暴力が急増した。これらの問題のどれも、初期のヒッピーたちが構想したことではなかった。1967年末までに「サマー・オブ・ラブ」をはじめた多くのヒッピーとミュージシャンがうごきだす。ビートルズのジョージ・ハリスンはヘイト・アシュベリーを訪れ、そこがドロップアウトの避難場所にすぎないことを知り、若いヒッピーたちにLSDを諦めるように促した。
結果、ヒッピーの文化、特に薬物乱用や寛大すぎる道徳に対する嫌悪感は、1960年代後半アメリカで道徳的パニックを助長することとなった。1968年にはヒッピーの影響を受けたファッションが流行した。特に人口の多い「ベビーブーマー」世代の若者の一部は、コミューンや実験農場（共同体生活）に住んでいるヒッピーの動きを模倣しようとした。だが当時、ヒッピーファッションとそれらコミューンのヒッピーの間に深い繋がりはみられなかった。これは音楽、映画、芸術、文学などの方面でも同じであり、そして米国だけでなく世界各地でもその傾向があった。
新しいサブカルチャーとしてのヒッピーは様々なメインストリームとアンダーグラウンドのメディアを獲得した。ある意味でヒッピー映画は、1960年代のヒッピーのカウンターカルチャーを搾取するものであり、大麻やLSDの使用、セックス、ワイルドなサイケデリックパーティーなど、ムーブメントと関連した「状況のステレオタイプ」を描いている。例えば『ラブイン』『ジャック・ニコルソンの嵐の青春』『白昼の幻想』などの映画、それ以外のより誠実で評判の高い『イージー・ライダー』や『アリスのレストラン』もそうである。一方でまた、ドキュメンタリーやテレビ番組も、フィクションやノンフィクションの書籍同様今日にいたるまで制作されつづけてきた。 人気のあるブロードウェイ・ミュージカル『ヘアー』は1967年に発表された。

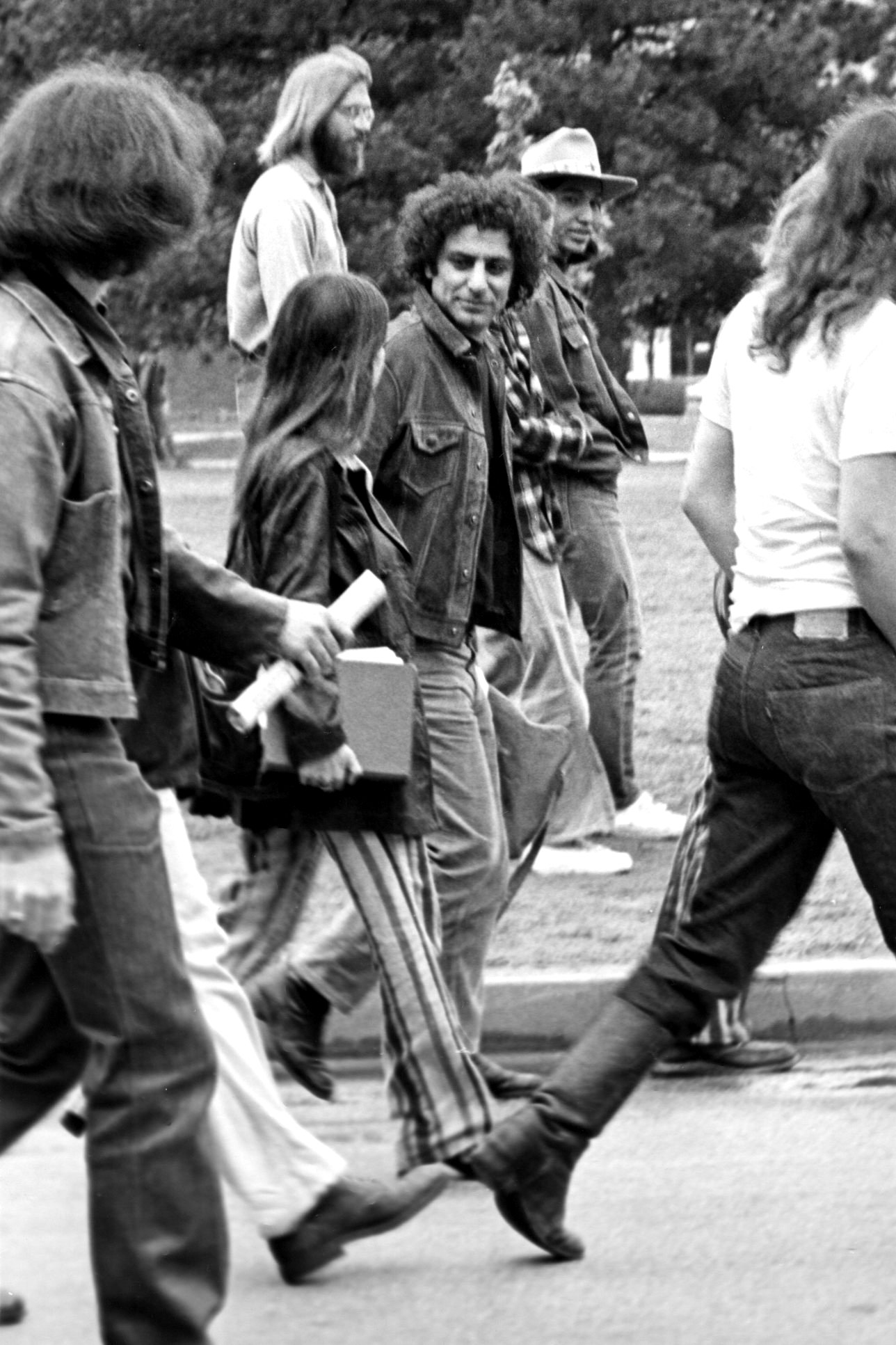
イッピーズの指導者、アビー・ホフマン。東洋的な内面な変革を重要視したヒッピーとは違って、イッピーズはより政治的な運動を活発にした。彼らは強硬な政治にユーモアを以て抗議した。

一般に人々は60年代後半におきた文化的な動きを総じて「ヒッピーの運動」と称するが、そうではないこともある。 実際、ヒッピーは「イッピーズ」こと青年国際党とは対照的に、政治に直接関与していないことが多い。 イッピーズはより政治的な運動に身を投じ、1968年の復活祭に国民の注目をあつめた。そのうちの約3,000人がニューヨークのグランド・セントラル駅を占拠し、結局、61人の逮捕者がでた。 指導者アビー・ホフマンとジェリー・ルービンは、1967年10月のベトナム戦争抗議デモで「立ち上がり、ミートボールをやめよう（戦争虐殺の暗喩）」というスローガンを掲げ、花を配り儀式によって「ペンタゴンを空中浮遊」させようとするなど風刺的（satirical）な劇場型のパフォーマンスで有名になった。また、1968年の民主党全国大会に抗議しようとして 大統領候補選に彼ら自身の候補者としてブタの「ピガスス」を指名し、広くメディアにとりあげられた。しかしながら、彼らは反戦を謳ってはいたものの、実際にはアメリカ軍と戦う北ベトナムを支持していた。
英国では、毎週日曜日、ヒッピーたちがケンブリッジ公園でパーカッショニストの人々と女性運動をはじめたばかりの女性たちとつどった。米国の一部では、ヒッピー運動は、キャンパスでの反戦抗議運動に関連して「新左翼（ニューレフト）」の一部と見做されはじめた。「新左翼」は、同性愛者、中絶、ジェンダーの役割などの問題に関する幅広い改革を実施しようとした1960年代と1970年代の活動家、教育者、扇動者などを参考に、英国と米国で主に使用された用語だった。
1969年4月、カリフォルニア州バークレーにある「ピープルズ・パーク」が国際的な注目をあつめた。カリフォルニア大学バークレー校は競技場と駐車場を建設するため、キャンパスそばの2.8エーカー（11,000m2）にわたる建物を解体した。ながい遅れののち、数千人のバークレー市民、自営業者、学生、ヒッピーたちが自分たちの手で問題をとりあげ、木々、潅木、花や芝生を植えて、土地を公園にかえた。 1969年5月15日、ロナルド・レーガン知事がその公園を撤去するよう命令をくだし、カリフォルニア州警備隊によって2週間の占拠が行われ、大きな対立がおこった。ヒッピーたちは「1000の公園に花を」というスローガンのもと、非服従する市民の運動に参加し、バークレーの至る所に花を植えた。
1969年8月、ニューヨーク州のベテルでロックの大祭典『ウッドストック・フェスティバル』が開催され、同時代の多くの人たちにとって、ヒッピー文化のベストを証明した。 50万人以上の人たちが、リッチー・ヘブンス、ジョーン・バエズ、ジャニス・ジョプリン、グレイトフル・デッド、クリーデンス・クリアウォーター・リバイバル、クロスビー、スティルス、ナッシュ&ヤング、カルロス・サンタナ、スライ&ザ・ファミリー・ストーン、ザ・フー、ジェファーソン・エアプレイン、ジミ・ヘンドリックスなど当時のもっとも有名なミュージシャンの演奏をきくためにあつまった。ヒッピーが唱えた「愛（love）」と「みんな仲良くしよう（human fellowship）」の理想は当時の世界の表情をとらえているようだった。 同様のロックフェスティバルは、アメリカ全域でなされ、広大なアメリカ大陸にヒッピーの理想を広める上で重要な役割を果たした。
1969年12月、サンフランシスコの東約45kmにあるカリフォルニア州オルタモントで、無料のロックフェスティバルが開催された。最初は『ウッドストック・ウェスト』と名づけられ、正式名称は『オルタモント・フリーコンサート』とよばれた。ローリング・ストーンズやクロスビー、スティルス、ナッシュ&ヤング、ジェファーソン・エアプレインらをきくために約30万人もの人びとがあつまった。 そこで警備をまかされていた暴走族のヘルス・エンジェルスは、ウッドストックの警備よりもずっと暴力的な警備をした結果、18歳の黒人メレディス・ハンターは、ストーンズのパフォーマンス中に、酔ったヘルス・エンジェルスのメンバーによって殴打された後、刺殺された。ヒッピーの文化を生んだ1960年代の中心的な人物たちは、1970年代には活動が停滞したように見えた。
オルタモント・フリーコンサートの殺人事件はヒッピーや多くのアメリカ人を戸惑わせ、1969年8月にはチャールズ・マンソンと彼のファミリーによってシャロン・テート殺人事件がおき、さらなる衝撃を米国社会にあたえた。にもかかわらず、カンボジアの爆撃やジャクソン州立大学とケント州立大学の国家警備員による銃撃など騒然とした政治的な空気はなお人々を結びあわせていた。この銃撃は、クイックシルヴァー・メッセンジャー・サーヴィスの曲『What About Me?』にインスピレーションを与えた。彼は「あんたが人を撃ったとき、オレはオレの数字に追加しつづける」と歌い、同じようにニール・ヤングは「オハイオ」でオハイオ州立大学での州兵の発砲による大学生虐殺と、ニクソンのベトナム戦争に抗議した。

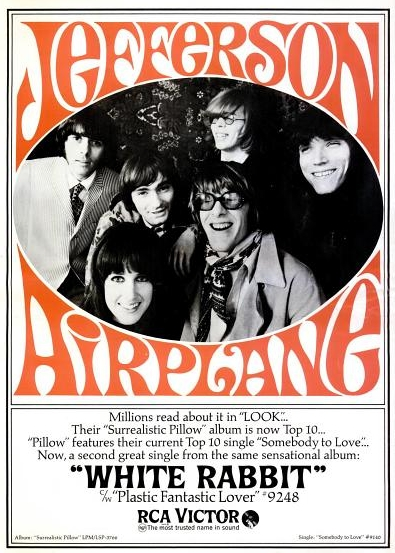
サンフランシスコのロックバンド、ジェファーソンエアプレインのポスター。ドラッギーに歪んだ文字がこの時代多用され、所謂サイケデリックイメージと結びつく。

チェンバース・ブラザーズや特にスライ&ザ・ファミリー・ストーンのようなサイケデリック・スピリットのグループは、ジョージ・クリントンとPファンクに影響を与えた。ヒッピーの多くは、1970年代を通じてアメリカ主流社会に組みこまれていった。大規模ロックコンサートは1967年、KFRCファンタジーフェアとマジックマウンテンミュージックフェスティバル、モントレー・ポップ・フェスティバルを経て、1968年の英国ワイト島フェスティバルで基準となり、その過程でスタジアムロックに発展した。ロックがその規模を大きくする歩みはちょうどヒッピーや反戦デモの盛りあがりと重なっている。ロックにある種の時代の刻印を見るのは、あながち間違ってはいない。反戦運動は、1971年、ワシントンDCでのメーデー抗議集会において、12,000人以上の逮捕者をだし、ピークに達した。ベトナムで空爆を実施していたニクソンは後に失脚する。

### 1970年代後半 - 現在
1975年4月にはサイゴンが陥落し、ベトナム戦争終結と兵役徴集の終わりに伴い、アメリカ建国200周年記念に関連した愛国的感情が高まり、アメリカはゆっくり様変わりしていった。やがて、ロンドンやニューヨークでパンクが出現し、アメリカの主流メディアはヒッピーの終焉を報道した。

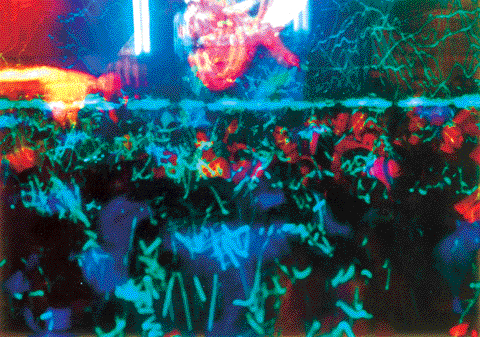
サイケデリックトランスに興じる若者たち。反戦運動なき現代ではヒッピーはテクノロジーと結びつき、むしろファッションや娯楽的な要素が強いサブカルチャーとなっている。

1969年のウッドストックフェスティバルから50年後の2019年、ウッドストックのオーガナイザーのひとりはメモリアルフェスティバルを企画した。しかし、医療体制や食や水の問題、さらには米国内で頻発する大量銃撃事件に関連して、会場探しが難航し、結局中止となった。1960年代の牧歌的なヒッピーの夢はより暴力的な傾向を強める社会状況という現実に直面せざるを得ない状況になっている。
長年警備に携わってきたニューヨーク市警の元巡査部長は社会構造の変化に伴い、フェスティバルのユートピア感覚は失われ「60年代を知る人々が、同じ経験をすることはもうないだろう」と述べた。2002年、フォトジャーナリストのジョン・バセット・マクレリー(John Bassett McCleary)は、650ページの6000項目もの省略されていないスラング辞書「ヒッピー辞書（The Hippie Dictionary）」を出版した。これは1960年代から1970年代の文化的百科事典でもある。この本は改訂され、2004年に700ページに拡大された。マクレリーは、ヒッピーの言葉の多くはビート・ジェネレーションにその源をもち、それを短くして使用法を普及させることにで、英語にかなりの数の単語を追加したと考えている。
グレイトフル・デッドとフィッシュが活動をやめたことによって、夏フェスはヒッピー・トラベラーたちによる盛り上がりを見せている。一番大きなものは、2002年に始まった「ボナルー・フェスティバル である。「オレゴン・カントリー・フェア」は、3日間の手作りフェスティバルで、手づくりの工芸品、教育用ディスプレイ、エンターテイメントなコスチュームなどがある。

## セックス革命
ヒッピーのセックスに対する一般大衆によるイメージは「フリーセックスを好み、乱脈なセックスを広めている」というイメージだった。ヒッピーたちはセックス革命を主張し、保守的なセックス観に挑戦する立場をとっていた。ジョンとヨーコは「平和のためのベッド・イン」ラブ・イン（愛の集会）で、反戦平和を主張した。
1966年、研究チーム「マスターズ・アンド・ジョンソン」によってセックスの臨床研究 "Human Sexual Response" が出版された。しばらくの小康状態を経て、1969年、精神科医デビット・ルーベンが「あなたがいつも知りたいセックスについてのすべてのこと（でもあなたがきくのを恐れていたこと）―Everything You Always Wanted to Know About Sex (But Were Afraid to Ask)）」を出版するとこの話題は突如アメリカでブームなった。これは性に関する一般の人たちの好奇心にこたえるための試みだった。
1972年には、イギリス人科学者アレックス・カンフォート（Alex Comfort）によるセックス・マニュアル『ジョイ・オブ・セックス』が出版され、より素直な「メイク・ラブ（Make Love）」への認識がしめされた。このときまでにセックスの「遊び」や「たのしみ」の側面はこれまで以上に公然と議論されるようになっていた。この啓発的な見解はこれらの本の出版だけでなく、より広く普及したセックス革命によってしばらく前から進行中だった。

## ドラッグ

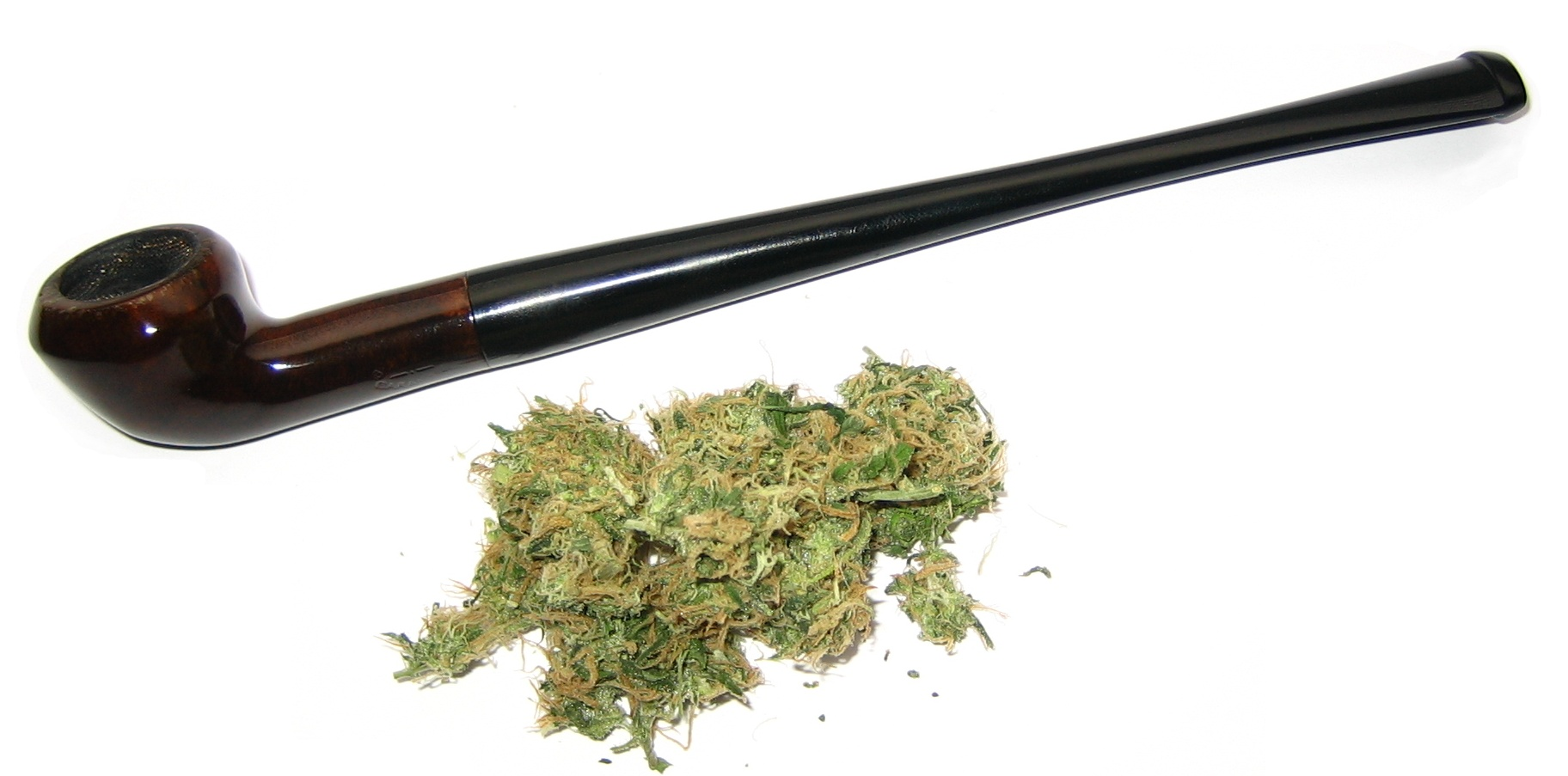
乾燥大麻とパイプ。ヒッピーはマリファナを良性ドラッグとして愛好する一方で、アルコール類を摂取しない者も一部にいた。

ビートニクスにつづいて、多くのヒッピーは大麻（マリファナ）を使用し、それを楽しく良性な薬物であると考えた。彼らは魂の薬学として、マジック・マッシュルーム、コカイン、ヘロイン、メスカリン（サボテンのペヨーテが成分を含む）やLSDなどに使用を拡大した。ジョン・レノンの「コールド・ターキー」は彼の食中毒体験を歌詞にした曲だったが、人々はヘロインからの脱却を歌ったものと勘違いした
ハーバード大学の教授ティモシー・リアリー、ラルフ・メツナー、ラム・ダスことリチャード・アルパートらは、米国東海岸で精神療法、自己探求、宗教的精神的使用のための向精神薬を提唱した。 リアリーはLSDに関して「意識を広げ、エクスタシーと啓示を自分の内面に見つけられる」と述べた。
西海岸では、作家のケン・キージーがLSDのレクリエーション利用を促進する重要な人物だった。それは「アシッド」として知られ、彼は「アシッド・テスト―LSD実験」と呼んでいた。キージーはサイケデリック集団「メリー・プランクスターズ」と共にアメリカ大陸をツアーしメディアの注目を集め、多くの若者をサイケデリックカルチャーへと導いた。グレイトフル・デッド（元々は「ザ・ウォーロック」と呼ばれていた）は「アシッド・テスト」での最初の演奏をした。

## 政治
ロナルド・クレアは、ヒッピー社会主義が、カウンターカルチャーのクリエーションをつうじて社会の変容を願うことだとし、これは多かれ少なかれ自由な社会の中で理想的なコミュニティを作り上げようとする欲求だとした。

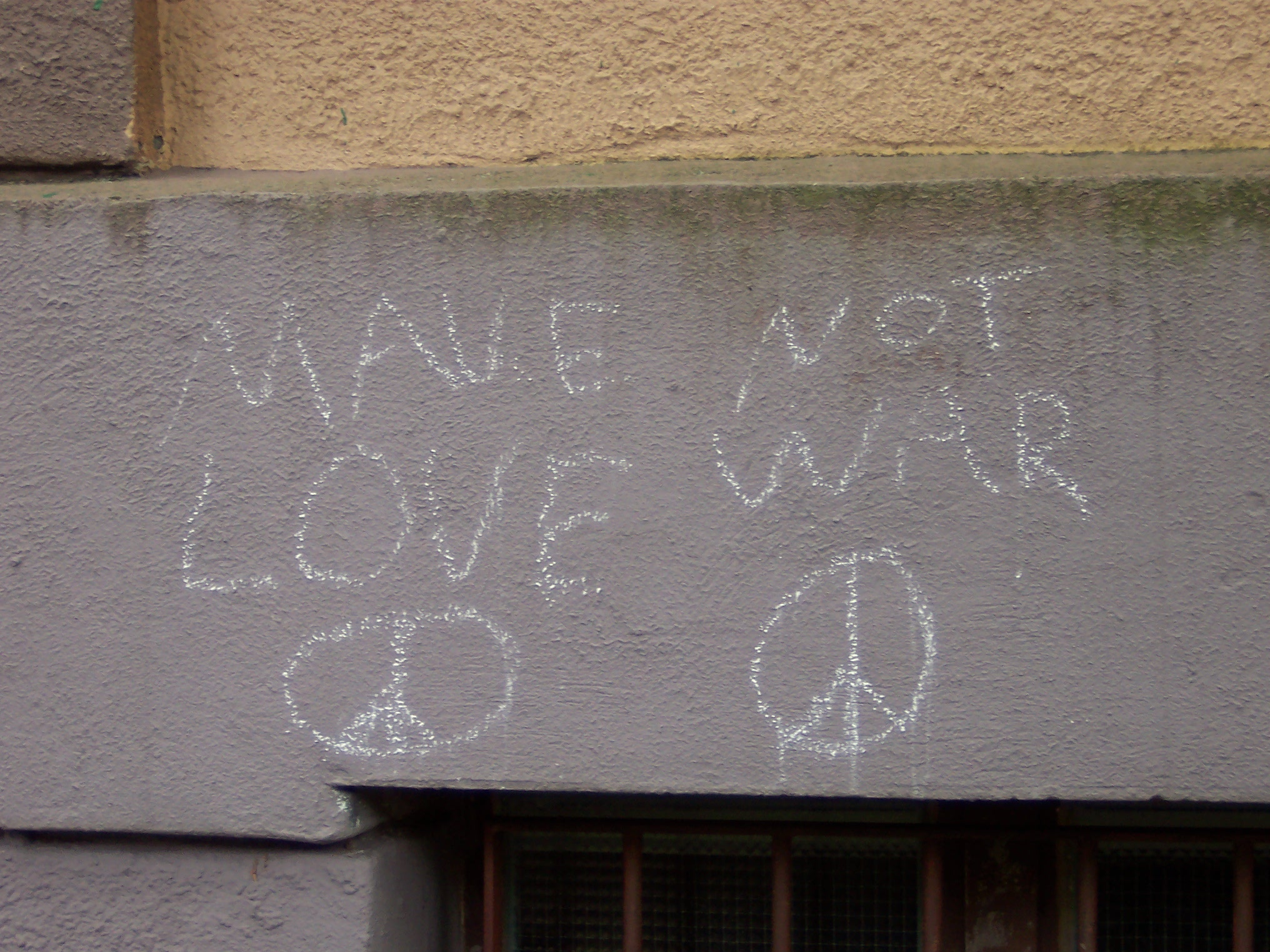
ピースマーク。これは元来核軍縮のキャンペーンのロゴだったが、それをベトナム反戦デモの参加者が使用して、世界に広まった。今日では「世界平和」を願う象徴のひとつでもある。

「ピースマーク」は核軍縮キャンペーンのロゴとして英国で開発されたもので、1960年代にアメリカの反戦デモの参加者たちの間でポピュラーになった。ヒッピーは大抵は平和主義者であり、市民権運動、ワシントンD.C.の行進、ドラフトカードの焼却や1968年の民主党全国大会の抗議、反ベトナム戦争デモなど、非暴力的政治デモに参加した。政治的な関与の度合いは平和デモに参加していた人々から、アンチ権威主義的なストリートシアターやデモンストレーションをするヒッピーの政治的サブグループ「イッピーズ」（青年国際党）に至るまで幅広かった。
アフロアメリカンであり、ブラックパンサーの共同設立者ボビー・シールは、イッピーズの白人リーダーのジェリー・ルービンと議論をおこなった。

## 日本のヒッピー
1960年代後半の日本において、フォーク、ロックに岡林信康、萩原健一、カルメンマキ、フォーククルセダーズ、ソルティシュガーらが登場した。また、映画・演劇・アートでは若松孝二、寺山修司、大島渚、横尾忠則、女優の緑魔子、横山リエらが活躍した。

### 新宿のヒッピー族
芸術的なヒッピー族は新宿角筈の風月堂が発信基地となった。文化人類学者の深作光貞によれば風月堂はヨーロッパのパリを拠点とする世界的ヒッピーネットワークの一部になっていたとされる。

### 長野のヒッピー族
本家アメリカのヒッピー精神を引き継いだ一派は失敗して分裂し、長野県の八ヶ岳麓へと移転して村作りを行う一派が登場した。富士見町に移住したヒッピーは「雷赤鴉族（かみなりあかからすぞく）」を名乗って小屋で生活したが、見物人の来訪もあり、約3年で撤退したという。しかしその後も小屋に別のヒッピーが2年ほど暮らしたり、カウンターカルチャー関係者が訪れたりした。町内にある「富士見町高原のミュージアム」では2023年に、ヒッピーの足跡をたどった企画展「ヒッピーという生き方　部族降臨」が開かれた。

### 新宿のフーテン族
ヒッピーの他に新宿周辺にはフーテン族も現れた。1967年春頃に現れた新宿のフーテン族は、昼間は新宿駅東口広場の芝生（馬の水飲み場、フーテン族側の呼称はグリーンハウス）にたむろし、通行人をぼんやり眺めたり、金をせびって居たため新宿乞食とも呼ばれた。深夜になるとは新宿二丁目のスナックバーに集まって睡眠薬のハイミナールや眠気覚ましのカフェインを摂りながら黒人と共にモダンジャズを踊っていたとされる。
同1967年には新宿のフーテン族から桜井啓子が女優デビューしたものの、彼女はフーテン族の憧れにはならなかったとされる。同1967年9月には新宿駅東口広場の芝生への立ち入りが禁止された。
総理府青少年対策本部の『青少年白書 昭和44年版』によれば1968年の新宿において非行行為で補導されたフーテン少年は1,584人に上ったとされる。

### その他のフーテン族
また新宿以外にもフーテン族は登場した。総理府青少年対策本部の『青少年白書 1968年版』によれば非行行為で補導されたフーテン少年は全国で1,479人、うち東京では904人、大阪では325人、名古屋では126人、福岡では89人、神戸では22人、京都では13人に上ったとされる。
自ら神戸市のフーテンであったと自称する作家の中島らもは「ヒッピーとフーテンは違う」と述べている。思想を持ち、そのためのツールとしての薬物使用を是とするヒッピーに対し「フーテンは思想がないんよ。ラリってるだけやん」と評価し、ヒッピー・ムーブメントが生んだ文化のみを摂取してスローガンを持たなかった日本のフーテンと、ヒッピーとを同義化する風潮を批判すると同時に「自由ほど不自由なものはないんだよ」と述べた。

### 創作への影響
1967年には月刊漫画ガロに新宿のフーテン族を漫画化した永島慎二『フーテン』が登場した。1968年には岡部道男により新宿を舞台としたアングラ映画『クレイジー・ラヴ』が作られた。また同1968年には松竹から映画『日本ゲリラ時代』も登場した。
1979年には「地下鉄の新宿駅」でヒッピー娘と出会う村上春樹の小説『風の歌を聴け』が登場した。

## ヒッピーの特徴
サンフランシスコのヒッピー文化の前身であるビートニクスはコーヒーハウスやバーに集い、文学、チェス、音楽（ジャズやフォーク）、モダンダンス、伝統陶器や絵画のような工芸や芸術などを愛好していた。これに対してヒッピーたちは全体的にトーンが異なっていた。 60年代後半から80年代半ばまでグレイトフル・デッドのマネジャーだったジョン・マッキンタイア（Jon McIntire）はヒッピー文化の大きな貢献は「よろこびの表現」だったと指摘する。比較的にビートニクスは黒く冷たかった。
ヒッピーたちは、それまでの社会の規範から自分自身を解放し、自分で自分の道を選び、人生の新しい意味を見つけることを自発的かつ主体的に追求した。
初期には、その彩り豊かなファッションを通じて互いを認識し、その個性を尊重し合った。彼らは権威に疑問をもっているという意見を臆さずに表し、社会の硬さ-スクエアから距離をおいて利他主義と神秘主義、正直さ、よろこびと非暴力という価値を重んじた。
警察官がヒッピーをコントロールするために「ヒッピーのような服を着る」ようになったあと、そうしたファッションの概念そのものから離れるようになった。「誰が平和軍隊を必要としている？― Who Needs the Peace Corps?（1968）」という曲などでヒッピー精神を風刺したことで知られているロックミュージシャンのフランクザッパは、自身のライブにおいて「私たちはみな制服を着ているのだ。自分をごまかすんじゃないぜ」と聴衆に述べた。

## アート
1960年代のサイケデリック・アート運動の主役は、リック・グリフィン、ビクター・モスコソ、ボニー・マクリーン、スタンリー・マウス&アルトン・ケリー、そしてウェス・ウィルソンなど、サンフランシスコのポスターアーティストだった。彼らのロック・コンサートのポスターはアール・ヌーヴォー、ヴィクトリアン様式の美術（ビアズレーなど）、ダダイスムやポップアートからインスピレーションをうけていた。フィルモア・ウェストのコンサート・ポスターはもっとも注目された。鮮やかなコントラスト、華やかなレタリング、強く対称な構図、コラージュ要素、歪み、ちょっと奇妙な画像、豊かな色彩などがその特徴で、このスタイルはおよそ1966年から1972年の間人気を保った。

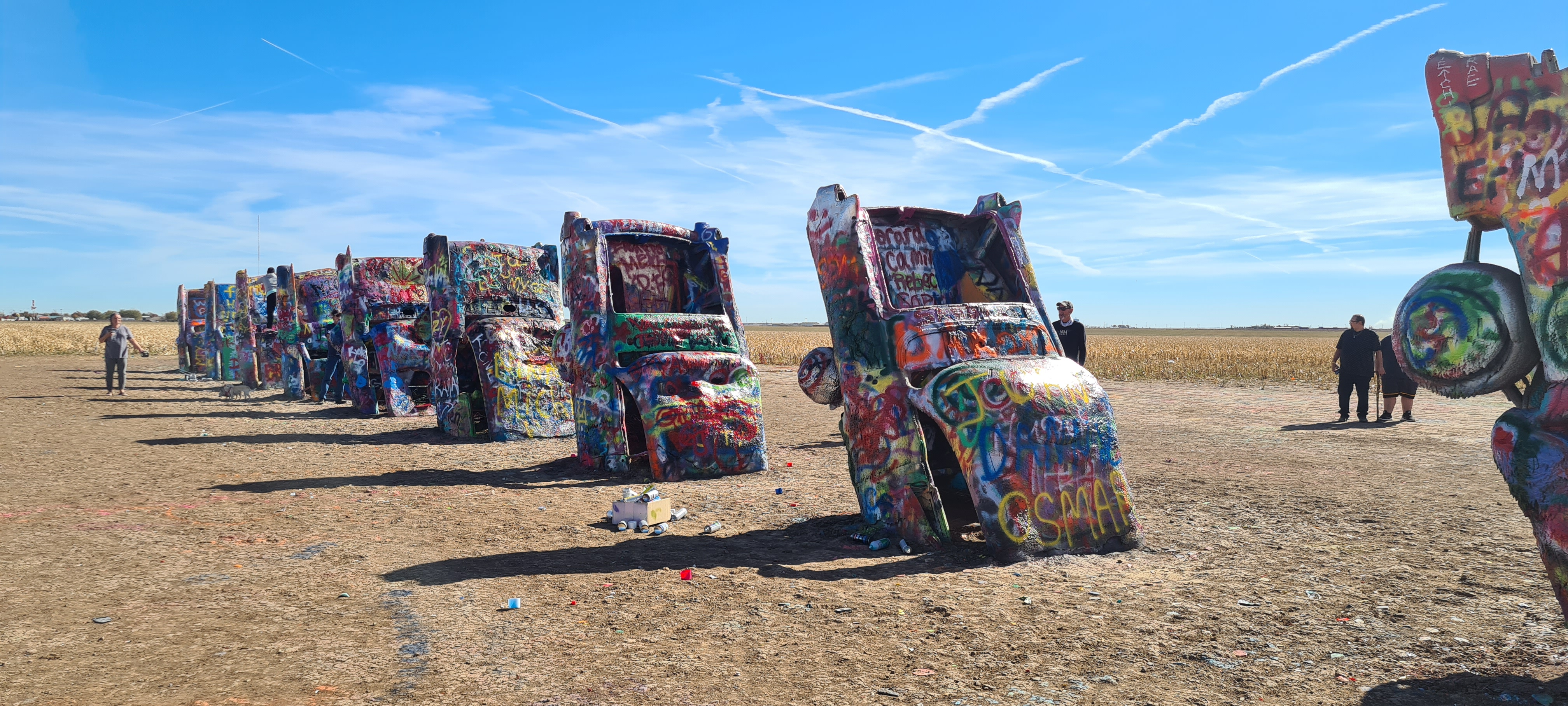
アマリロにあるアント・ファームのインスタレーション作品「キャディラック・ランチ」

彼らの作品はすぐにアルバムのカバーアートに影響を与え、実際、前述のアーティストはみなアルバムカバーをデザインしていた。ライトショーはロックコンサートのために開発された新しい芸術形式だった。オーバーヘッドプロジェクターの大きな凸レンズにオイルと染料を入れた乳液をセットすることで、アーティストは音楽リズムに脈打つような液体のビジュアルをつくりだした。さらにスライドショーやフィルムループとミックスされ、即興の映像芸術をつくりだし、ロックバンドの即興演奏を視覚的に表現、観客にとって異世界へと「トリップ」するような雰囲気を醸しだした。
また「アングラコミック」という新しいジャンルの漫画が生まれた。ザップ・コミックスはそのオリジナルのひとつであり、ロバート・クラム、S・クライ・ウィルソン、ビクター・モスコソ、リック・グリフィン、ロバート・ウィリアムスらの作品を特集した。アングラコミックはハレンチできわどい風刺、ヘンなもののためのヘンなものを追求していたようだった。ギルバート・シェルトンの『ファビュラス・フリー・フリーク・フリーズ・ブラザーズ』は60年代ヒッピーの生活風景を風刺して映しだした。
彼らに先行するビートニクス、すぐ後につづいたパンク・ロックのように、ヒッピーのシンボルは意図的に「ローカルチャー」あるいは「プリミティブカルチャー」から取られ、ヒッピーファッションはしばしば「浮浪者スタイル」の反映だった。男も女もジーンズを履き、どちらも長髪だった。サンダルは、やがて裸足へと移行した。スティーヴ・ジョブズも大学生時代は裸足だったという。男性はひげを生やすことが多く、女性は化粧をほとんど、もしくはまったくせず、ノーブラジャー。ほかの白人中産階級のムーブメントと同じようにヒッピーたちは時代の「男女差」に挑戦し、ユニセックスだった。ヒゲをはやした若者も多かった。ボトムはゆるいベルボトムなのが、この時代のスタンダードだった。
ヒッピーはしばしば明るく鮮やかな色を選び、ベルボトム、ベスト、しぼり染めの衣服、ダシキ（アフリカの民族衣装）、農民風のブラウス、長い丈のスカートなど、当時としては風変わりな服を着た。ネイティブアメリカン、アジア、アフリカ、ラテンアメリカをモチーフとして使用した非西洋的な服飾文化にインスピレーションを受けたデザインも人気があった。ヒッピーの多くは、企業がつくる消費文化に反対して、手づくり、または古着を着た。
男女ともに人気だったアクセサリーは、ネイティブアメリカンジュエリー「ヘッドスカーフ、ヘッドバンド、バンダナ」、ロングビーズネックレスなどだった。ヒッピーの家、車、その他の所有物は、しばしばサイケデリックアートで飾られていた。 1940年代と1950年代のタイトでユニフォーム的な服には、大胆な色彩、手づくり、ルーズフィットで反対した。
また衣服の手づくりは、個性的であると考えられ、企業が主役の消費主義を拒絶した。

## 思想と宗教
多くのヒッピーたちはカトリックやプロテスタントなどの主流宗教を拒絶し、彼らがより個人的なスピリチュアルな体験ができると考えた仏教、ヒンドゥー教、瞑想などを擁護した。それらの宗教は規則にしばられていないと見なされ、キリストの古い信仰と関連する可能性が低かった。
英国のオカルティスト、悪魔崇拝者のアレイスター・クロウリーは、およそ10年もの間ロックミュージシャンだけでなく、新しいニュー・オルタナ・スピリチュアル運動に影響を与えつづけるアイコンとなった。ビートルズは1967年のアルバム『サージェント・ペパーズ・ロンリー・ハーツ・クラブ・バンド』のカバースリーブの登場人物の一人として彼を選んだ。1970年代のハードロック・バンド、レッド・ツェッペリンもクローリーに魅了され、彼の衣服、原稿、儀式物の一部を所有した。 また、ロックバンド、ドアーズもコンピレーション・アルバム『13』の裏表紙でジム・モリソンや他のドアーズのメンバーがクローリーの肖像とともにポーズをとり、ティモシー・リアリーもそのインスピレーションを認めている。ハーバード大学教授の心理学者ティモシー・リアリーは、オカルティストのアレイスター・クロウリーをヒッピーへの影響として引用している。 1960年代には、ヒンドゥー教とヨガに対する西洋の関心がピークを迎え、西洋人が説く多くのネオ・ヒンズー教の学校が生まれた。
1991年、宗教学者ティモシー・ミラーはその著書「ヒッピーとアメリカの価値（Hippies and American Values）」の中で、ヒッピーの特徴を主流な宗教機関の限界を越えようとする「宗教的運動」と表現していた。 「多くの異なる宗教と同じように、ヒッピーは主流文化の宗教機関に非常に敵対的であり、支配的な宗教がし損なった務めを行うための新しいよりよい方法を見つけようとした」とした。
「ヒッピーの旅（The Hippie Trip）」の著者ルイス・ヤブロンスキーは、ヒッピーたちの間でもっとも尊敬されていたのは、その時代にあらわれた霊的指導者、いわゆる 「大司祭」だったと指摘する。それはサンフランシスコ州立大学のスティーヴン・ガスキン教授だった。 1966年にはじまったガスキンの「マンデーナイト・クラス」は最終的に講義ホールにまで膨らみ、キリスト教、仏教、ヒンズー教の教えから導きだされたスピリチャルな価値についてオープンな議論をし、1500人ものヒッピーの信者を集めた。 1970年にガスキンは「ザ・ファーム（The Farm）」というテネシー州コミュニティを設立し、今でも彼は彼の宗教を「ヒッピー（Hippie）」と記入している。
ティモシー・リアリーはアメリカのハーバード大学の教授、心理学者、作家であり、サイケデリックな薬物の擁護者として知られている。 リアリーは1966年9月19日、ドラッグのLSDを「神聖なる聖餐」として宣言する宗教団体「スピリチュアル・ディスカバリー同盟」（略称LSD）」を設立した。信仰の自由に基づいてLSDや他のドラッグを瞑想等にも用いるための法的地位を維持しようとしたが失敗した。ちなみに、このようなサイケデリック体験は、ビートルズのアルバム『リボルバー』に収録の「トゥモロー・ネバー・ノウズ」にインスピレーションを与えている。彼は1967年に「あなた自身の宗教をはじめよう」というパンフレットを発行し、1月14日、サンフランシスコで3万人のヒッピーが集まった「ヒューマン・ビー・イン」に招待され、そこで有名な「Turn on, tune in, drop out」というフレーズを唱えた。
- ティモシー・リアリーは60年代の若者に強い影響力を持っていた。カリフォルニア州知事選挙に立候補を表明したこともある。ジョン・レノンが作曲したビートルズの曲「カム・トゥゲザー」は、リアリーの選挙キャンペーンのために書かれた曲だが、結局、リアリーは選挙に出馬することができなかった。
- ラルフ・ネーダーは環境問題や消費者の権利保護運動のリーダーで思想家だった。ヒッピー運動が終わった後も活動を続け、独立系や緑の党の候補として、複数回大統領選挙に出馬している。なお、60年代の若者対象の世論調査で、ティモシー・リアリーやラルフ・ネーダーはベスト10に入ったが、マルクーゼやローザックがベスト10に入ることはなかった。

## 関連項目

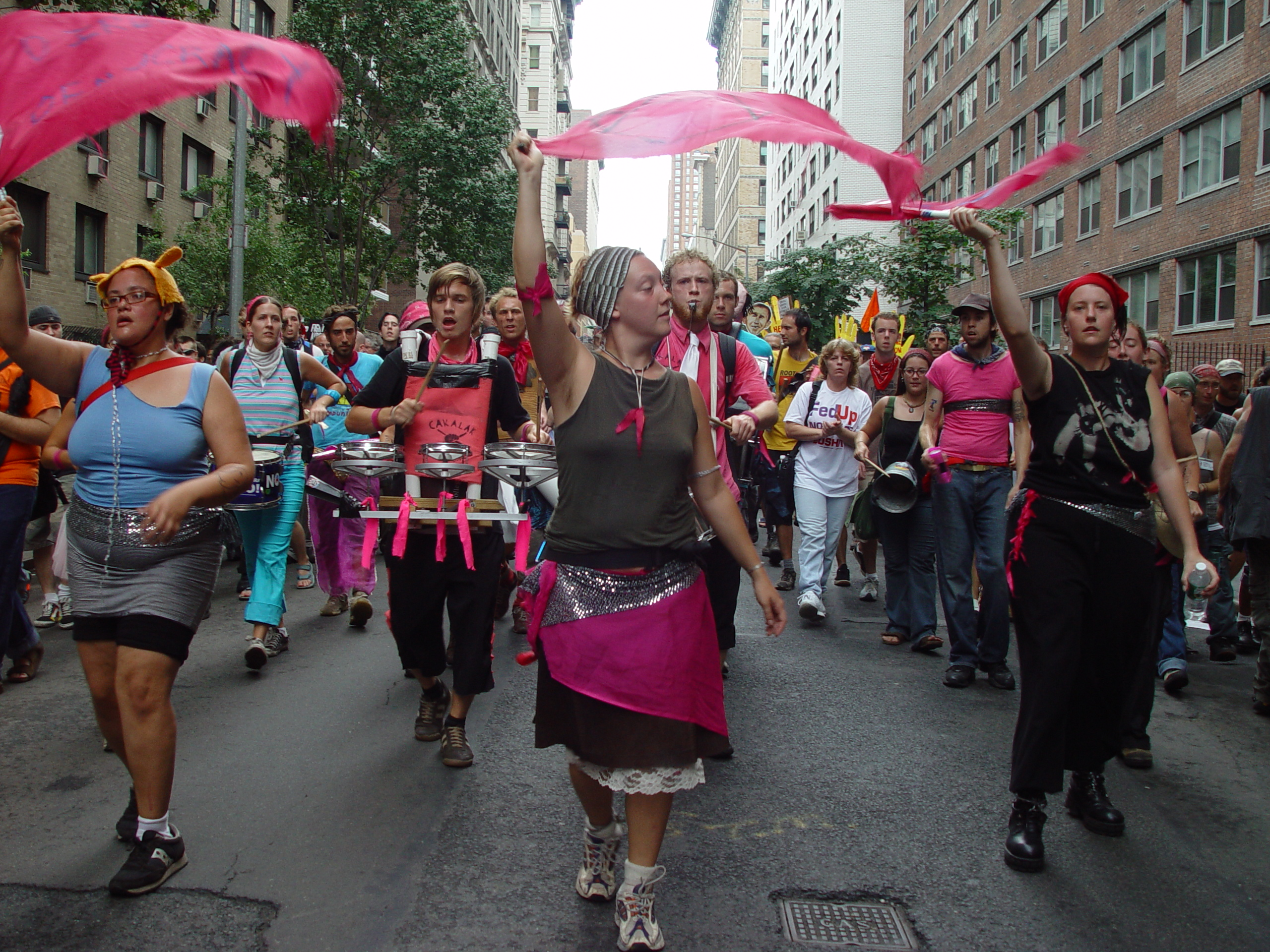
Hippie

## ヒッピースタイルファッション

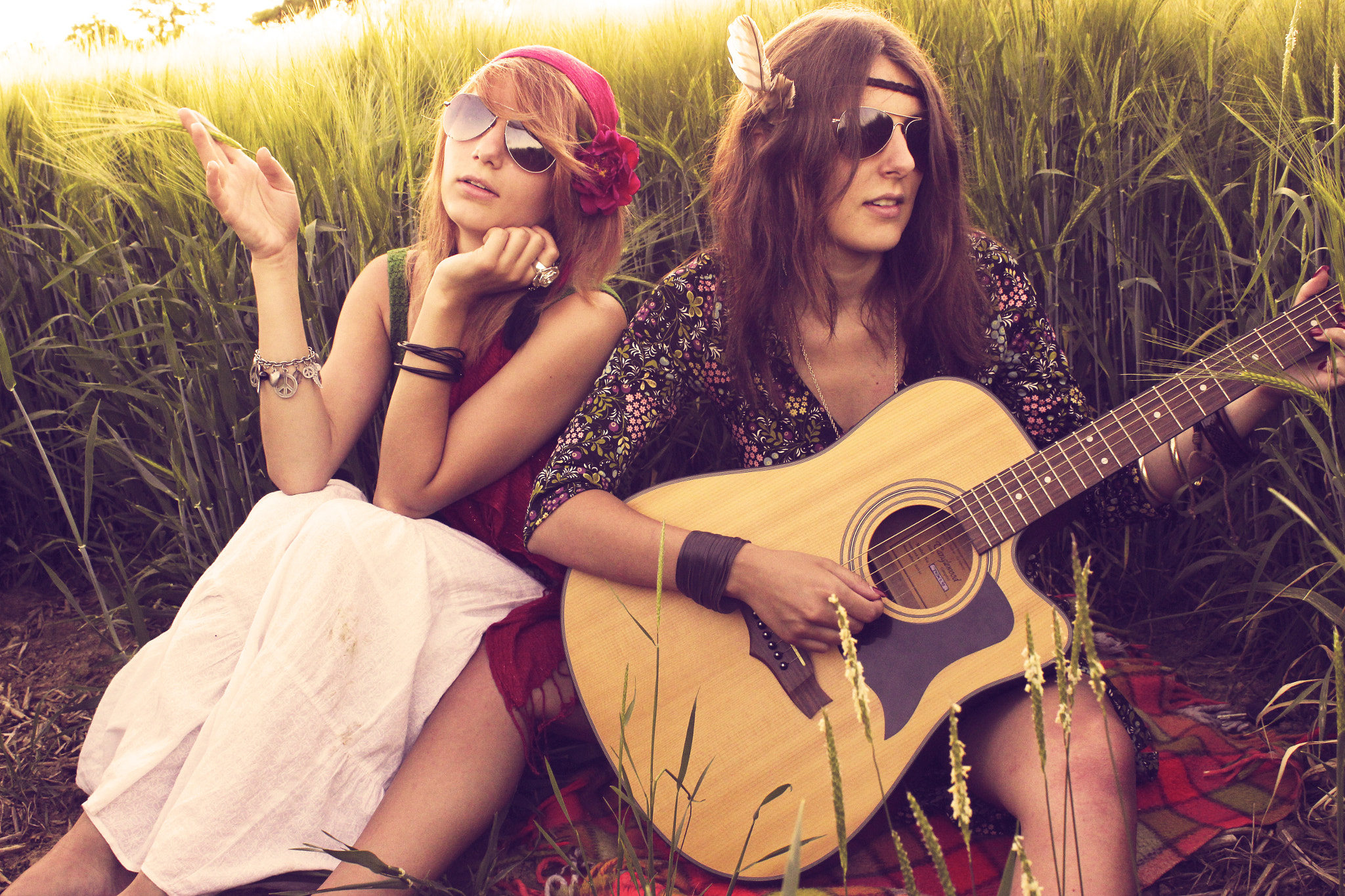
2007年
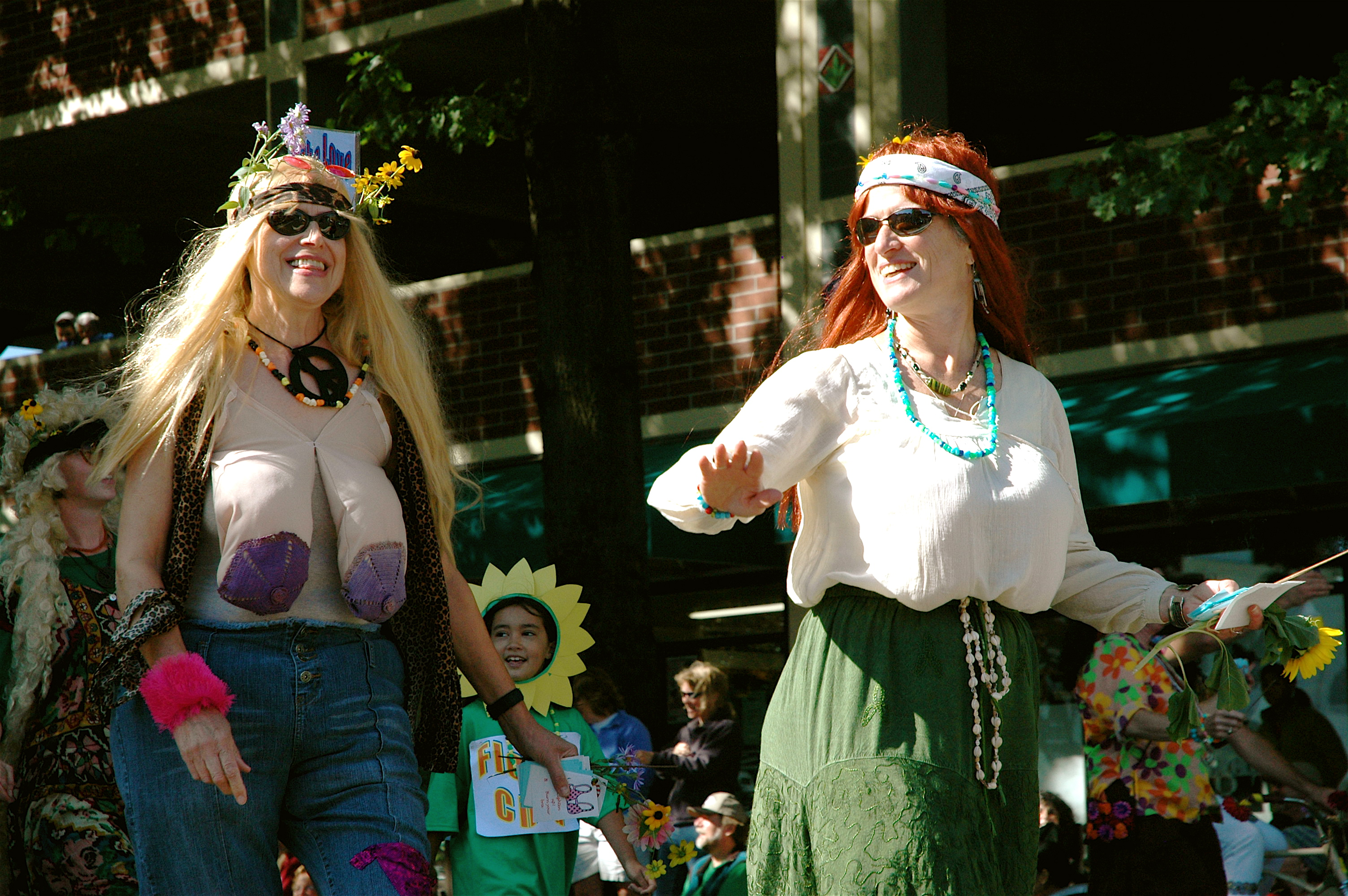
2007年
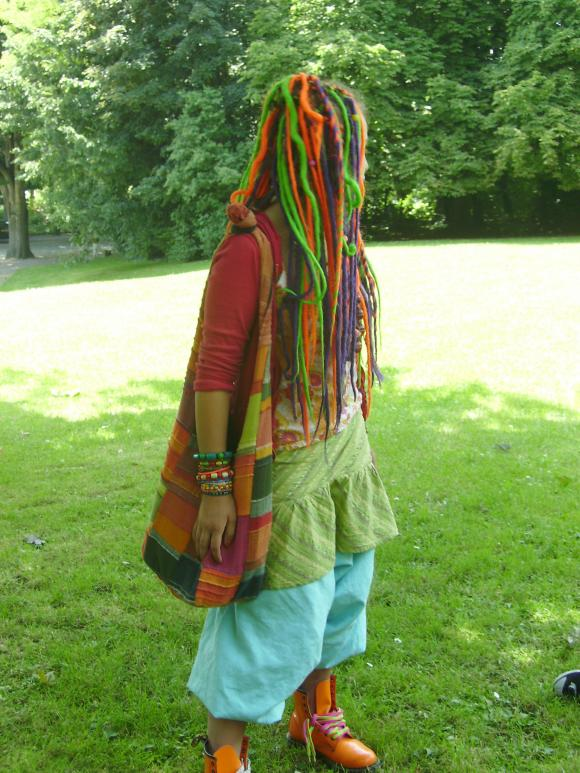
2008年
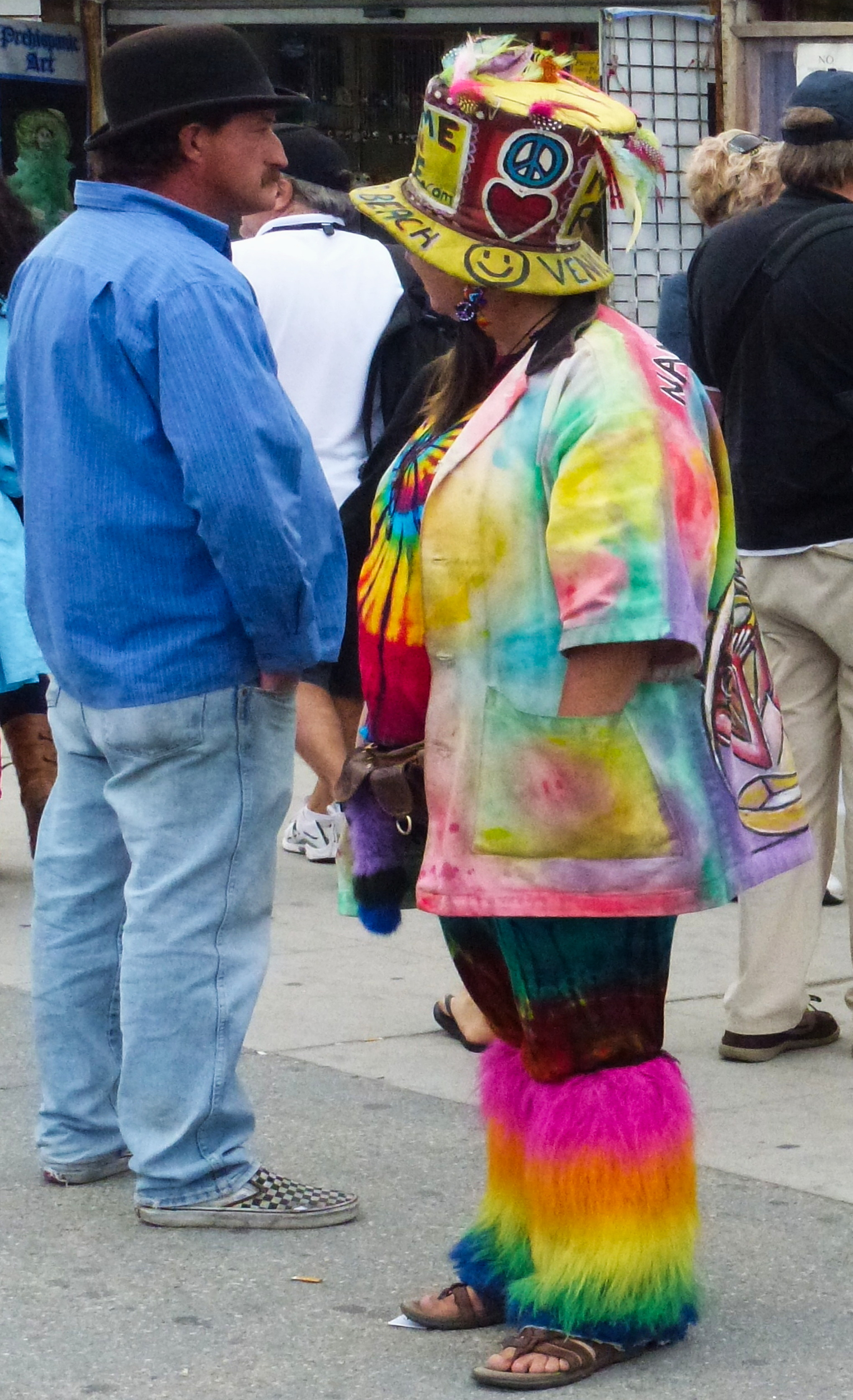
2012年
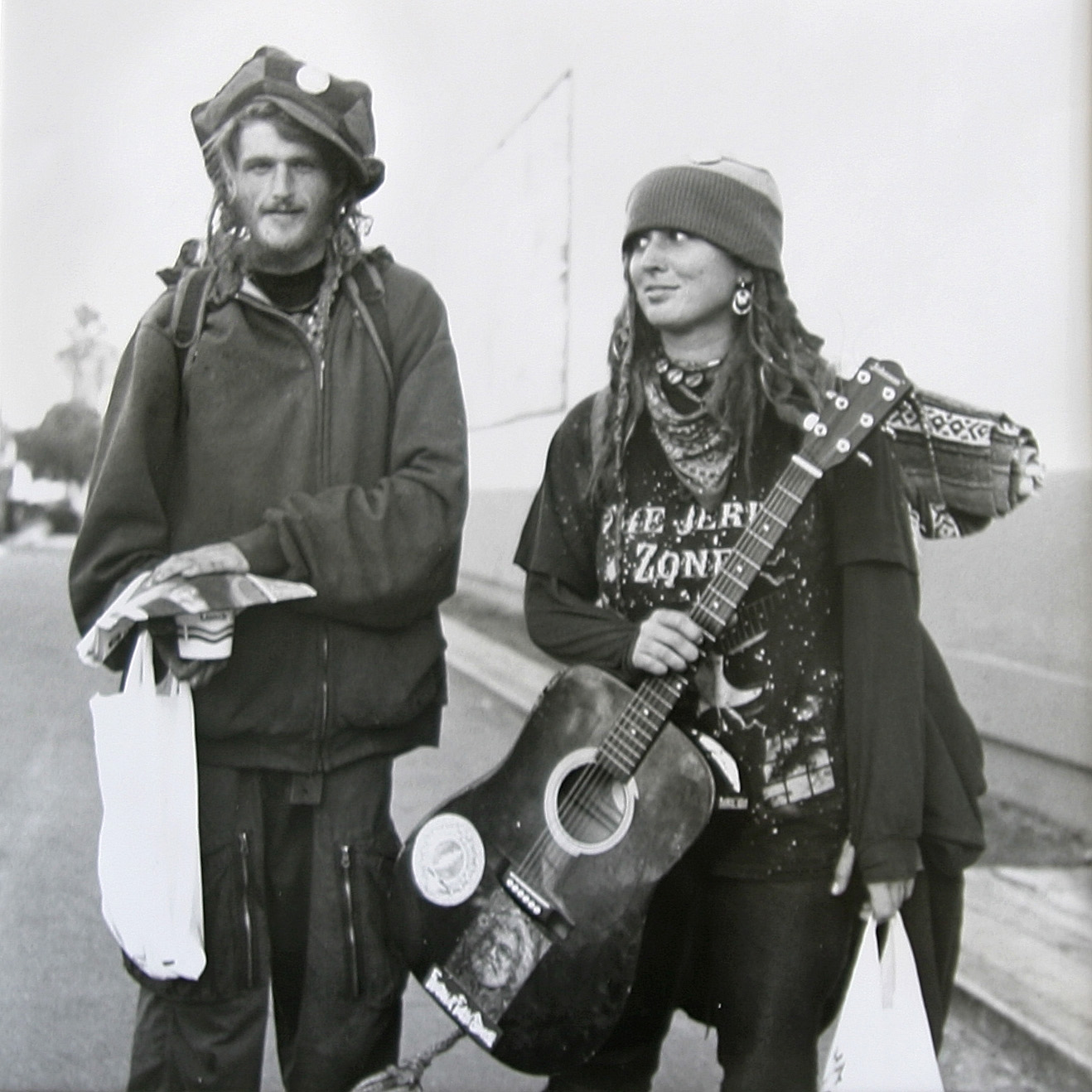
2013年

### 地名
北米
- ニューヨーク　グリニッジ・ヴィレッジ
- カリフォルニア（アメリカ西海岸） 
  - サンフランシスコ - 米国におけるヒッピームーブメントの中心地。
    - ヘイト・アシュベリー（英語版） - 1960年代にヒッピーが多く集まった街。

ヨーロッパ
- アムステルダム（オランダ）
- イビサ島（スペイン）有名なヒッピーの拠点。カブールにとってかわる状況。
- コペンハーゲン（デンマーク） - ヨーロッパ最大のヒッピーによる無政府主義国家クリスティアニアがある。

オセアニア
- バイロンベイ(Byron Bay) （オーストラリア東海岸）

アジア
- カーブル（カブール、アフガニスタン） - ヒッピー三大聖地の一つ。治安悪化でイビサ島にとってかわられる傾向も。
- カトマンズ（ネパール） -　ヒッピー三大聖地の一つ。
- ゴア（インド西海岸） - ヒッピー三大聖地の一つ、レイヴ、ゴアトランスでも有名。

日本
- 新宿（日本） - 1960年代にヒッピーによく知られた喫茶店風月堂が新宿東口に存在した。
- 宇検村（鹿児島県） - 諏訪之瀬島に住んでいたヒッピーが1973年、東亜燃料工業（後の東燃ゼネラル石油）による宇検村の技手久島の石油備蓄基地建設計画を知り、反対運動に加わるため作ったコミューン「無我利道場」が1989年まで存在した。
- 京都（日本） - ゲーリー・スナイダーら欧米からのヒッピーが多く居住し、ほんやら洞、京都大学西部講堂、磔磔などヒッピー文化の本拠地が多くあった。
- 朽木村（滋賀県） - かつてヒッピーコミューンが存在し、2010年代でもかつてのヒッピー文化を彷彿とさせるイベントが開催されている。
- 諏訪之瀬島（鹿児島県） - 山尾三省、ななおさかきやゲーリー・スナイダーら、コミューン「部族」『がじゅまるの夢族』が集団移住し、1960年代末〜1970年代にヒッピーの拠点だった。
- 富士見町（長野県） - 日本のヒッピー文化の発祥の地､ 山尾三省、ななおさかき らの部族『雷赤鴉族』が短期間コミューンを作っていた[27]。

### 文化・芸術・思想・サブカルチャー
- アメリカン・ニューシネマ
- カウンターカルチャー

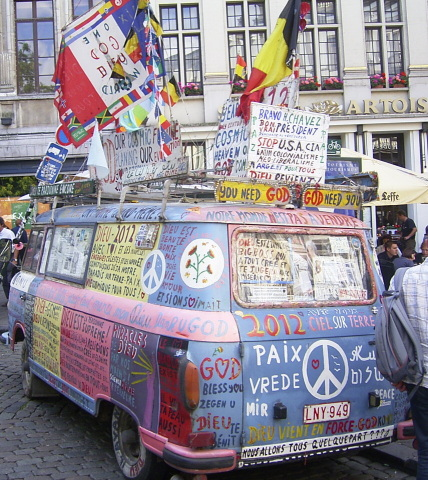
Flower-Power Bus

- ナチュラリズム、エコロジー、オルタナティブ
- ヒンドゥー教、東洋思想、瞑想、ヨーガ、ガイア仮説、ニューエイジ
- サイケデリック、サイケデリック・ロック、シタール
- ビート・ジェネレーション（ビートニク）、デカダンス
- アンダーグラウンド (文化)
- サマー・オブ・ラブ、フラワーチルドレン
- ゴアトランス
- ウッドストック・フェスティバル、モンタレー・ポップ・フェスティバル
- 前衛芸術、前衛音楽、前衛映画、前衛美術
- 自由恋愛主義、フリーセックス
- ホームレス、ホーボー
- ヴィーガニズム
- 吟遊詩人、ジプシー、ボヘミアン、ボヘミアニズム
- ウーマン・リヴ、LGBT、ベジタリアン、菜食主義、有機農業、生協
- ヒッピー・トレイル、バックパッカー、ヒッチハイク
- ネオ・ヒッピー、トラヴェラー、レイヴ
- ドラッグ、マリファナ
- 新左翼

### 政治運動

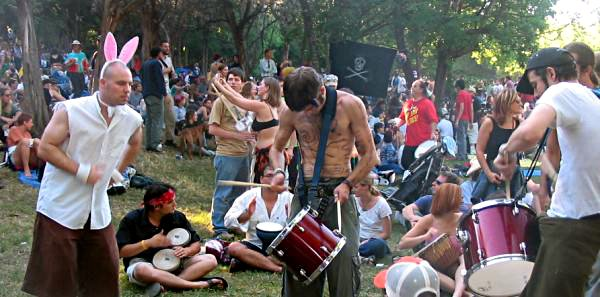
ヒッピー達の集会

- 反戦運動、平和運動、公民権運動、環境運動、学生運動、五月革命

### 人物・グループ（文化人、思想家）
この項目では、ヒッピーとして行動した人、ヒッピー・ムーブメントに関わったか、影響を受けた人々、グループを記述している。
- アビー・ホフマン - 68年シカゴデモ
- アレイスター・クロウリー
- アレン・ギンズバーグ - 詩人
- アンジェラ・デイヴィス
- ウィリアム・バロウズ
- ウィリアム・ブレーク
- 植草甚一
- ウォーレン・ベイティ
- 大島渚
- オルダス・ハックスレー
- ゲーリー・スナイダー - 禅ヒッピー
- ケン・キージー - 小説家
- 今野雄二
- J・D・サリンジャー - 小説家
- ジェーン・フォンダ - ベトナム反戦運動に参加。
- ジェリー・ルービン - 68年シカゴデモ
- ジッドゥ・クリシュナムルティ - 俗にヒッピーたちの3大グルの一人（本人はグルであることを否定し、弟子や信奉者になることの危険性を説き続けた）
- ジャック・ケルアック - 小説家
- ジャン＝リュック・ゴダール
- ジョージ・マクガバン - 民主党の反戦候補
- ジョン・シンクレア - 詩人。マリファナで逮捕され、ジョン・レノンらが解放を求めるコンサートを開いた。
- スティーブ・ジョブズ - Apple共同創業者
- チャールズ・マンソン - ファミリーを組み殺人事件を起こしていった。シャロン・テート殺人事件の主犯。
- ティモシー・リアリー - サイケデリックの教祖として知られる思想家、元大学教授)
- デニス・ホッパー - 俳優。後に共和党員。
- 寺山修司
- 天井桟敷 - アングラ劇団の一つ。寺山修司が主宰した。
- ななおさかき（ナナオサカキ）
- ニール・キャサディ - ビートニクスと交流
- ピーター・フォンダ - 俳優。イージー・ライダーに出演。
- ベトナムに平和を!市民連合
- 松田英子 - 天井桟敷出身
- マハリシ・マヘーシュ・ヨーギー - 俗にヒッピーたちの3大グルの一人
- 山尾三省（屋久島）
- ユージーン・マッカーシー - 民主党の反戦候補
- 横尾忠則
- 横山リエ
- ラルフ・ネーダー
- 若松孝二

### 人物・グループ（音楽）
- 忌野清志郎
- インクレディブル・ストリング・バンド（英語版）
- 遠藤賢司
- 岡林信康
- オノ・ヨーコ
- 加川良
- 加藤和彦
- カルメンマキ
- カントリー・ジョー&フィッシュ（英語版）カントリー・ジョー・マクドナルド
- クイックシルヴァー・メッセンジャー・サーヴィス
- グレイトフル・デッド
- クロスビー、スティルス、ナッシュ&ヤング
- ゴング (バンド)
- ザ・ビートルズ
- ジェファーソン・エアプレイン
- ジェリー・ガルシア
- ジャニス・ジョプリン
- ジョージ・ハリスン
- ジョニ・ミッチェル
- ジョン・セバスチャン（英語版）
- ジョン・レノン
- スコット・マッケンジー
- 頭脳警察
- 高田渡
- デヴィッド・ピール（英語版） - ジョン・レノンの友人
- テンプターズ
- ドアーズ
- ドノヴァン
- 仲井戸麗市
- ニール・ヤング
- 萩原健一
- バフィー・セント・メリー（英語版）
- ファッグス
- フォーク・クルセダーズ
- ホーリー・モーダル・ラウンダーズ（英語版）
- ボブ・ディラン
- ママス・アンド・パパス
- 南正人
- モビー・グレープ
- ラヴィン・スプーンフル
- ラヴ

### 人物（個人のトラヴェラー、その他）
- ななおさかき
- ダモ鈴木（カン）

### ヒッピーに関連する主な作品

#### 映画
- 処刑軍団ザップ 1970年
- イージー・ライダー
- いちご白書
- ウッドストック/愛と平和と音楽の三日間
- ウッドストックがやってくる!
- 俺たちに明日はない
- 砂丘（ザブリスキー・ポイント）
- ザ・ビッグ・キューブ（英語版） 1969年
- ラブイン（英語版） 1967年
- 白昼の幻想（ザ・トリップ）1968年
- バニシング・ポイント
- ハルーシネイション・ジェネレーション（英語版） 1967年
- バングラデシュ救済コンサート（英語版）
- ヒッピーのはじまり
- ふたりだけの恋の島（イタリア語版）、イタリア映画。オルネラ・ムーティ主演。ヒッピーが登場
- フレンズ
- ヘアー
- マッシュ
- モア
- モントレー・ポップ・フェスティバル
- サンセット通りの暴動（英語版） 1967年
- ラスト・ワルツ
- ローリング・ストーンズ・ハイドパーク・コンサート
- ワイト島音楽祭
- ワイルド・イン・ザ・ストリーツ 1968年
- Psych-Out（英語版） 1968年

#### 小説・詩集
- カモメのジョナサン
- 裸のランチ
- 吠える（英語版）
- 路上

#### 演劇
- ヘアー
- オー!カルカッタ!（英語版）